# 噬血狂襲角色列表
此列表是《噬血狂襲》內的登場人物的介紹，中文譯名以台灣角川書店之繁體中文版為準。
※以下介紹中包含一部份原作輕小說與電視動畫劇情，請斟酌閱讀。

## 主要人物
曉古城（Akatsuki Kojo／The Fourth Primogenitor，聲：細谷佳正、田村睦心〈幼年〉）
本作男主角，吸血鬼，「曉之帝國」的皇帝，雪菜與淺蔥的丈夫，零菜與萌蔥公主之父。身高178公分，體重66公斤，原本是普通人，在小學畢業後的春寒假期中被捲入戈佐島的遺跡事故中，意外的成為「可能會成為第四真祖」的吸血鬼的血之從者，在高中一年級時又被捲入第四真祖復活祭典的「焰光之宴」的事件中，經過一連串事件與意外後繼承了主人『焰光的夜伯』的能力，成為世界最強吸血鬼。大概15、16歲左右，身高與雪菜相差二十幾公分，就讀於絃神島私立彩海學園高中部一年B班、座號為1號。曾被凪沙將自己羞人的秘密盡數洩露給雪菜知道（如國中時有一次大失戀的事），討厭黃綠色蔬菜（如青椒）及害怕幽靈曾因此被雪菜吐槽。
口味十分奇特，喜歡吃梅子優格口味的薯片。不會游泳。
平常都隱藏著好戰的一面。
電話是藍色的智慧型手機，不過在成為第四真祖後手機經常因為魔力暴走而被破壞成碎片，因此不時需要買新手機，使得本來餘額就少的存摺，不斷地接近0元。
根據和淺蔥的對話得知，在國中有大量的黑歷史。
為了應對夜行性吸血鬼的生活，每天都會泡一杯磨豆做的咖啡來應對每一天由早上開始的學校生活。
雙親在4年前離婚，現在是和凪沙及母親一起居住的三人家庭，而母親在市內的企業擔任研究主任一職，因工作繁忙的緣故一周基本只回家一兩次，以前和凪沙輪流負責料理，所以料理能力並不差。
因經常過份地在意凪沙的事情而被身邊的人認為是「妹控」。
國中時是籃球部成員，雖然成為種子選手，但因驕傲而被社團孤立，並在國中最後一次大賽受傷下場時體認到，自己的出色表現阻礙隊友對籃球的熱忱而導致輸球，最終決定以治療傷勢為由退出籃球部，並把自己與籃球部有關的物件全部清理掉，但是唯獨不忍心扔掉和社員的合照相片。
曾被優麻說「從以前起明明有關事件的狀況什麼也不知道，但卻會在最重要的時刻出現」。
雖然是被稱為世上最強吸血鬼的第四真祖，但其實本身並沒有繼承全部的眷獸，不但沒辦法完全掌握體內的眷獸，而且作為第四真祖也並不完全，身為第四真祖應該掌握著如同天災一般的十二隻眷獸，但是在第四真祖的復活祭典「焰光之宴」中只繼承了其中九隻眷獸，第十二號現在正寄宿在凪沙身上，而第六號與第十號仍掌握在第三真祖「混沌皇女」的手上，但在小說第十卷中，因瓦特拉出手幫了第三真祖解決問題而將第六號與第十號贈送給瓦特拉。因瓦特拉讓其自行行動，因此發生地獄薔薇事件，並且令第十號回歸於古城體內。
自身的行动暗中受到管制，不能随意离开弦神岛。现在被狮子王机关派遣的剑巫姬柊雪菜监视中。
個性很冒失，也不太了解感情之事，因而在之前完全不知雪菜與淺蔥在喜歡自己。经过多次事件的洗礼，已经开始逐渐明白自己的感情，对于雪菜與淺蔥的态度也有所变化。
若私底下是和雪菜獨處時兩人會偷牽手。
若加上雪菜與淺蔥，總共有12位血之伴侶，也就是皇妃。
在第一部分故事的最后，弦神岛正式从日本政府的管理下独立，成为第四真祖的夜之帝国。古城虽然贵为王者，但是身份仍未被揭开，依然过着平常的生活。
吸血鬼吸血原因是性亢奮，但可靠自己的鼻血來壓抑，在吸雪菜的血之前還是處子（未吸過他人血），一開始尚未掌握任何一頭眷獸，經過靈媒〈血〉以後逐漸掌握，現已掌握第一、二、三、四、五、六、七、八、九、十、十一眷獸。
在戰鬥前一定都會習慣說一句：「接下來，就是我的戰鬥了！」但一定都會被雪菜打斷說：「不對學長，接下來就是我們的戰鬥了！」
若有皇妃突然罵自己或旁人突然吵成一團，就會無奈的說：「饒了我吧！」
眷獸的契約咒為「繼承『焰光夜伯』血脈之人，曉古城，在此解放汝之枷鎖」。
神羊之金剛（Mesarthim Adamas）
对应白羊座，第一號眷獸。有著金剛石肉體的大角羊眷獸，能夠反射攻擊，周圍漂浮著數千、數萬顆寶石結晶，並能將結晶化為盾來防禦或當成箭雨射出，具有攻防一體的能力，於第十卷覺醒，靈媒之血為叶瀨夏音。无论是怎样的攻击神羊之金剛都不会受伤，能把自己所受的伤还给攻击者，它是象征着吸血鬼不死的眷兽。
牛頭王之琥珀（Cor Tauri Succinum）
对应金牛座，第二號眷獸。身高超過十公尺，全身以熔岩構成的琥珀色牛頭神，持有巨大戰斧。與其他有著魔力的眷獸不同，因為擁有操控熔岩的能力，因此具備進行無魔力的攻擊，能够突破任何非物理性的屏障。於第十一卷覺醒，靈媒之血為葛蓮妲。
龍蛇之水銀（AI Meissa Mercury）
对应雙子座，第三號眷獸。呈現螺旋状交缠，有著銀白鱗片的雙頭龍型眷獸，能力是吞噬次元以及控制次元，不论有形或是无形之物，落入口中的一切等同在空间中完全被消灭。於第三卷覺醒，靈媒之血為拉·芙利亞和姬柊雪菜。
甲殼之銀霧（Natra Cinereus）
对应巨蟹座，第四號眷獸。有著銀色霧之肉體的甲殼獸，能力是吸血鬼霧化能力的擴大版，在其范围内不論是人的身體或是建築物都能霧化，奪取物質所擁有的結合力，任何物质都会失去本来所拥有的形态和实体，对物质的雾化使此眷兽成为了快速移动手段之一。但无法影响实力在古城之上的对手。於第四卷覺醒並且進入暴走狀態，第五卷藉由仙都木優麻和煌坂紗矢華的靈媒之血掌控。
獅子之黃金（Regulus Aurum）
对应獅子座，第五號眷獸。有著黃金色獅子外型的眷獸，能力是放出強力的雷光來大範圍轟炸，可释放出极强力的雷电，也能控制电力进行电力和电磁操作。是曉古城第一頭取得的眷獸，於第一卷覺醒，靈媒之血為姬柊雪菜。
冥姬之虹炎（Minelauva Iris）
对应處女座，第六號眷獸。手握虹色光剑的女武神，能力為「切斷」，能把物体的物理形态以及其因果律全部斩断。基体原保管在第三真祖的混沌界域，未参加「焰光之宴」，后第三真祖转送给瓦特拉。为了拯救凪沙，基体将身体轉讓給奧蘿菈的意識寄宿，眷兽交给雪菜，在第十五卷的最後由雪菜通过被吸血的方式转移到古城体内，靈媒之血為姬柊雪菜。
夜摩之黑劍（Kiffa Ater）
对应天秤座，第七號眷獸。有著長度超過百米的大劍，能力是控制重力，单纯以破坏力来说为众多眷兽中的首位。攻击方式是从高空落下并以重力操作进行加速，並能利用高空落下的加速度破壞周遭數十公里的地面。於第九卷覺醒，靈媒之血為姬柊雪菜和煌坂紗矢華。
蝎虎之紫（Shaula Viola）
对应天蝎座，第八號眷獸。被紫炎包围的蝎尾狮，能力是分析毒素并制作出抗毒血清，也能夺取敌人眷兽魔力。基体原为巴尔塔萨鲁·札哈力亚斯所有，后被原初吸收，最后进入古城体内。是存在於古城體內中最后觉醒的眷兽，靈媒之血為蓝羽浅葱。
雙角之深緋（Alnas Minium）
对应射手座，第九號眷獸。有著深紅的鬃毛與音叉般雙角的馬型眷獸，能力是使頻率共振藉此毀壞物體，也能成为飞行手段在空中进行单次飞行。於第二卷覺醒，靈媒之血為煌坂紗矢華。
魔羯之瞳晶（Dabih Krystalos）
对应摩羯座，第十號眷獸。持有支配精神的能力，甚至連真祖的眷獸都能加以支配，象徵的吸血鬼的魅惑能力。很早以前就已經覺醒並且為了阻止咎神的復活而行動，四十年前與魔族特區破壞組織「地獄薔薇」一起行動，並且成功破壞了三個魔族特區，後因被第三真祖捕獲而未參與焰光之宴。在冥暗神王的事件後因為第三真祖將其贈與瓦特拉的關係而得到自由，企圖與「地獄薔薇」一起將弦神島破壞而與古城等人作戰，戰敗後回歸至古城體內。靈媒之血為姬柊雪菜和羽波唯里。
水精之白鋼（Sadalmelik Albus）
对应水瓶座，第十一號眷獸。有着美丽女性的上半身、青白色巨蛇的下半身和无数的蛇组成的长发水妖，水之眷獸，象征吸血鬼超回复的治愈，能力是再生與回復，能夠將一切存在治愈，讓它們回歸其原本的姿態。於第六卷覺醒，由寄宿於曉凪沙體內的前代第四真祖「奧蘿菈」強行解開封印，通過雪菜的血讓古城獲得控制權。與第十二號一同被稱為「蒼白姊妹」。靈媒之血為姬柊雪菜。
姬柊雪菜（Himeragi Yukina／Swords Shaman，聲：種田梨沙）
本作第一女主角，獅子王機關的劍巫，「曉之帝國」的皇后，古城的第一妻子，零菜公主之母。就讀彩海學園中學部三年級，與凪沙同班。雖是劍巫，但不擅長詛咒與占卜，但對於劍術和靈視很擅長。
學籍編號：4077-334-679，年級：中學部3年C班，生日：1月7日，14歲，身高156公分，B76（C60）－W55－H78。
名義上是獅子王機關的監視者，實際上被獅子王機關送來做“第四真祖”曉古城的新娘，用來牽制曉古城（雪菜本人不知情）。因從小在高神之杜長大，所以對社會生活方式不清楚，似乎熟知曉古城祖母的事情，但兩人的關係不明。
本應在七歲生日前作為召喚神的祭品而被殺死的，可是在被殺前被冬佳救了出來，後來也因冬佳的關係成為了一名劍巫。
監視古城的行為已到國家承認的跟蹤狂程度，更為此搬進古城家隔壁的705號室，即使不在古城身邊也可以用式神監視。
原認為一直默默當古城的監視者就好，後來慢慢喜歡上他，也明白了自己想和他在一起一輩子的心意，甚至願意像死士一樣為他付出自己的性命。
很常對古城說出類似求婚的話語。
其實和古城一樣，都對早上起身很不擅長，經常想睡回籠覺，個性也一樣很冒失，兩人的第一次相遇就是因自己不小心弄丟皮包被他撿到後被他通知領回，還因此請他吃飯。
在挑選東西時會有選擇障礙。
喜歡貓，是一名機械白痴，及種種跡象表明有懼高症，因懼高症而害怕乘坐飛機，但本人稱只是不擅長乘坐飛機。
因曾接受過野外求生的訓練，使得比起使用菜刀，更能使用匕首來切食材。
喜歡蛋黃醬，好像會在任何食物也會加上蛋黃醬及在家中的廚房有大量的蛋黃醬。
在班上受歡迎而得到公主這個稱號，也因為與古城過從甚密造成古城變成了班上排名第一要從她身邊殺掉的人。
非常會吃古城的醋，只要古城與某個女性太接近，她就會開始斜眼瞪、生氣與忌妒，嚴重時會直接用雪霞狼砸向古城。
喜歡古城叫自己的名字，但若他只叫自己的姓就會開始生悶氣。
因了解古城的飲食習慣會去和淺蔥及雫梨提醒，但不知為何最後都會吵起來。
若私底下是和古城獨處時兩人會偷牽手。
起初和淺蔥不太合得來，但現對淺蔥有了敬意，也產生同等程度的警戒心。認為淺蔥是有型、有膽量、溫柔的人。
擁有的便服據說基本上都是由紗矢華挑選，然後再寄來的。
對軍事武器及器材的認識非常淵博。
第一次見到深森時深森就對她有極大的好感，甚至直接告訴她可以叫自己「婆婆」。
古城在戰鬥前一定都會習慣說一句：「接下來，就是我的戰鬥了！」但她一定都會打斷說：「不對學長，接下來就是我們的戰鬥了！」
是目前古城的血之靈媒中被吸血最多次的，因此受到了吸血鬼化的影響，也因使用「雪霞狼」過度造成副作用令自己有變成模造天使的傾向，天使化後將因昇華而往高次元，在世上消失，因此被緣用古城的肋骨與銀打造的戒指而壓制住力量，同時成為了古城婚約者的候補。
第一卷末讓曉古城吸血，覺醒的第五眷獸為『獅子之黃金』。
第三卷末與拉·芙利亞一同讓曉古城吸血，覺醒的第三眷獸為『龍蛇之水銀』。
第六卷末讓曉古城吸血，覺醒的第十一眷獸為『水精之白鋼』。
第九卷末與紗矢華先後讓曉古城吸血，覺醒的第七眷獸為『夜摩之黑劍』。
使用的武器是七式突擊降魔機槍（將魔力無效化，曾被優麻的母親仙都木阿夜指出能力其實是讓事物回歸原樣），名為『雪霞狼』，是世界上僅存三把由天部製作弒殺真祖的聖槍之一。
雪霞狼的禱詞有兩句：
用於增幅體內咒力的禱詞為：「狻猊之神子暨高神劍巫於此祈求——破魔的曙光，雪霞的神狼——速以鋼之神威助吾伐滅惡神百鬼！」
用於張開防護結界或使魔力無效化的禱詞為：「狻猊之神子暨高神劍巫於此祈求——雪霞的神狼——化千劍奔揚之鳴為護盾，速速辟除凶災惡禍！」
藍羽淺蔥（Aiba Asagi／Cyber Empress，聲：瀨戶麻沙美）
本作第二女主角，電子的女帝，電腦天才，「曉之帝國」的貴妃與最高技術顧問，古城的第二妻子，萌蔥公主之母。B83－W57－H82。因為母親住院，而在醫院認識來探望凪沙的古城，父親仙齋是弦神市的評議員，而雙親是兩年前才再婚的，和現在的母親堇並沒有血緣關係，關係並不是不好，不過對於要稱呼堇為媽媽還有點抗拒而產生距離，現暫時稱呼堇為姨姨，現在一家人居住在西區臨近市中心的高級住宅。
現在沒有戴眼鏡而改戴隱形眼鏡。校服和其他學生不同，校服是自行裝飾到剛好不違反校規的制服。
電話是粉紅色的智慧型電話。
把自己以前照的相片定為黑歷史。
彩海學園高中部一年級，古城的同學，非常喜歡古城，甚至可以說是完全愛上了他，因而相當敵視雪菜，在小说第二卷向古城獻上自己的初吻表白，在人工島管理公社打工，唯一被世界級別電腦計算機的人工智能摩怪接受作為操作者的對象。
食量非常大，頭腦聰明，理科成績名列前茅，經常教古城功課，但每次也會要求古城請吃飯，然而除了古城以外是不會願意教別人功課的。
料理能力非常差，曾有在小學五年級時烤的蛋糕將班裡的十四名男生送進醫院的經驗，因此有「大規模殺戮兵器」之稱，據說就連身為不老不死的吸血鬼的古城吃了料理後也要昏睡兩天。小說中古城家的廚房也被淺蔥和母親深森給｢毀｣了。
一旦生氣就會變得非常固執，據古城所言要說服生氣的她是不可能的事。
起初和雪菜及紗矢華不太合得來，內心中認為雪菜是嫉妒心重而且容易走極端的類型。
雖然在後來與雪菜解開心結，但因雪菜讓自己變成並非古城伴侶的第一人選而還是對雪菜有些怨懟。
在小說第7卷中，被雪菜告知古城就是第四真祖和自己是獅子王機關的監視者，但並未大受打擊，而是在意古城吸了雪菜多少次血，認為變成第四真祖的古城很有趣。
被稱為「該隱的巫女」，和「第四真祖」的「敵人」有某種關係。行动暗中受到管制，不能随意离开弦神岛。在弦神岛危机之际会被送到「咎神的棺材」软禁。
因「深渊蔷薇」事件的出色表现成为了弦神岛的明星人物。在第一部分故事的最後被古城吸血，成為古城的血之伴侣之一。
在短篇《雪菜√Before:After》及動畫版的《曉之帝國篇》被提及是未來的帝國最高技術顧問。
擁有著堪稱恐怖的電子戰能力，甚至被喻為在電子戰的領域中能力等同於實際戰鬥的第四真祖的力量。可以僅用一分半鐘便即興的編寫出用來攻陷他國軍事機械廠商的應用程式，而這即興寫出的程式的層級與完成度之高，甚至是能讓各國諜報人員不惜出現傷亡也要得手的程度。
曉凪沙（Akatsuki Nagisa／Sister of Primogenitor，聲：日高里菜）
曉古城的妹妹，「曉之帝國」的長公主，零菜與萌蔥公主的姑姑。彩海學園中學部三年C班，啦啦隊成員，成績優秀，家事萬能，但非常愛講話及有幾近病態的潔癖，对古城怀有兄长以外的情感，有着表裡如一的性格，一般很少說別人的壞話（並不指有關別人的其他事），但當生氣時會格外恐怖，和無法保守秘密，而且有不把真正想說的事說出口的麻煩性格，在小學五年級之前一直相信有聖誕老人的存在。
口味也和兄長一樣十分奇特，喜歡挑戰嶄新的食品。
平時有為母親深森送換洗衣物及打掃房間。
據古城所言凪沙對交通工具完全沒轍，只要一乘坐時就會嚴重暈車。
很喜歡動物，就算是爬蟲類也接受。但是對昆蟲系稍微有點不擅長，特別是對海蜘蛛。
因看過紗矢華追殺古城，還有和淺蔥大吵一架，所以凪沙不太喜歡她。
在紗矢華前來詢問雪菜最近的狀況時表示她最近沒什麼食慾，昨晚也沒吃多少東西，中午還因噁心想吐就只喝了一點點東西，讓紗矢華徹底誤以為雪菜懷了古城的孩子，在看到測試是否天使化的測驗棒時誤以為那是做妊娠試驗的測驗棒，看到是陽性時大吃一驚，趕緊跑去找雪菜，安慰她不管發生什麼事我都站在妳這邊，這個年紀就被人喊姑姑確實不太情願，但雪菜妳的小孩肯定長得很可愛，我完全沒問題！比起這個，名字該怎麼取呢？會是男孩？還是女孩呢？讓古城聽得一頭霧水，她也大罵古城是笨蛋和禽獸，但誤會雪菜懷古城的小孩這件事讓也在一旁的淺蔥差點氣死，並質問古城難道你給雪菜那枚戒指是要對她負責嗎？雪菜則是聽得淡定的在一旁尷尬笑。
同時繼承祖母的優秀靈媒和母親的過度適應者兩種能力，作為巫女擁有極高的天賦，但所有能力都被暫時封印，在能力未被封印之前，曾有段時間幫助祖母及牙城工作，及透過靈媒的透視能力來確定了被埋在地下的遺跡位置、或是解讀了無法解讀的古代碑文。
4年前曾經被捲入魔族在羅馬的列車上安放炸彈的恐怖事件，因此非常懼怕魔族。其實古城及凪沙都被偽造記憶，兩人當時並沒有捲入羅馬炸彈恐怖事件，而是捲入了戈佐島遺跡的事件，不過由於戈佐島的事件牽扯到第四真祖的復活而不能公開，最後才將碰巧發生在同一天的炸彈事件當成凪沙住院的藉口。而魔族恐懼症其實是因為自己體內封入了原初靈魂的關係，為了避免與第四真祖的分身相會而引發焰光之宴，才會潛意識的畏懼並且避開魔族。
在戈佐島的事件中為了拯救即將死亡的古城而運用了巫女的能力，將甦醒的原初之魂接納至自己的體內，藉此讓古城變成第12號「焰光夜伯」的血之從者。雖然古城因此得救但是卻讓自己的能力暴走，使得身體變成極度衰弱的狀態。於「焰光之宴」中被原初奪走身體，在古城與奧蘿菈的努力下成功的將原初之魂抽離身體，最後在奧蘿拉將死之時，以自己的意志再次將奧蘿菈的靈魂接納於體內，因此身體寄宿著第四真祖的意識與第十二號眷獸。平時因「第四真祖」覺醒時的記憶掠奪而無法想起，但在特定時間會連帶巫女的能力一同短暫覺醒。
在第十五集中為了打倒帝國會議長而使用奧蘿拉的力量，因此陷入瀕死的情況，因為第6號焰光夜伯的犧牲而獲救。
在奧羅拉與妖姬的蒼冰離開體內後，所有的記憶都已經恢復並且魔族恐懼症也已經開始痊癒。
妖姬之蒼冰（Alrescha Glacies）
对应雙魚座，第四真祖的第十二號眷獸，冰之人魚與妖鳥複合的姿態，與第十一號長相相似，一同被稱為「蒼白姊妹」。能力是释放出极大范围的冰冻气息，拥有一瞬间冰冻大海的力量。其温度能突破绝对零度。自我意識很高，對瓦特拉不屑一顧。現在寄宿於凪沙身上，似乎與凪沙的人格並存，當凪沙有危險時就會出現並且守護著凪沙，也會幫助陷入危機的古城。定期要到MAR的絃神島內部以奧蘿菈的亡骸補充魔力，不過亡骸內所存有的魔力已經即將耗盡。唯一未被晓古城吸收的眷兽，现在已通过第六号基体从凪沙体内分离。
煌坂紗矢華（Kirasaka Sayaka／Shamanic War Dancer，聲：葉山郁美）
舞威媛，使用弓箭的射手，擅長詛咒和暗殺，古城的第三妻子，古城的皇妃之一，16歲。
身材纖細高挑及有隱藏巨乳。
對雪菜如同親妹妹一般疼愛，往往因為雪菜的事而暴走。原先作為迪米特列公爵的監視者來到絃神島，因為父親經常施以暴力所以有男性恐懼症，開始因為雪菜拼命追殺古城。
從雪菜7歲的時候就開始在一起了，比起雪菜真正的家人，兩人在一起的時間更長。
據雪菜所言本身是非常討厭電話的，就算是上司（男性）的電話也不想接，但在小說第三卷中得知，常常在大半夜打電話給古城，內容大多都是問雪菜當天的情況及不知為何連綿不斷地對古城說教。第四卷時在電話中得知把古城設為最愛，但卻說那是詛咒人死。小說第六集古城從黑貓（緣堂緣）得知，她在休假期間為了私事帶出「煌華麟」及將貴重的咒矢全部用完，而在本土閉門思過，當式神被破壞時黑貓大叔嫌式神修理太花時間，秘密將本尊運回絃神島時，古城誤以為本尊是式神，對穿上女僕裝的她出手，被本尊施以三連擊打倒。
喜歡古城，但因個性傲嬌而死不承認，以及也有嚴重潔癖。
有一張被粗暴撕裂後，再被透明膠帶仔細黏好的古城照片。
第一次要見古城的母親深森時展現出了不為人知嬌羞的一面。
大腿上戴著為了收納咒矢用的皮帶式箭套，如果是普通的內褲會成為阻礙而在穿或脫的時候會很麻煩，因此內褲是側邊用細繩打結的繩褲。
緣的式神模仿了紗矢華的樣貌及身型。
也與雪菜一樣被獅子王機關送來做“第四真祖”曉古城的新娘，用來牽制曉古城（與雪菜一樣本人不知情）。
因凪沙看過她追殺古城，還有和淺蔥大吵一架，所以凪沙不太喜歡她。
在看到測試是否天使化的測驗棒時誤以為那是做妊娠試驗的測驗棒，看到是陽性時大吃一驚，前去詢問雪菜最近的狀況時凪沙表示她最近沒什麼食慾，昨晚也沒吃多少東西，中午還因噁心想吐就只喝了一點點東西，自己徹底誤以為雪菜懷了古城的孩子，去找古城時差點用「煌華麟」砍了他，還邊砍邊罵他是「變態真祖」。
雪菜曾說要是紗矢華認真起來的話，就算自己跟她對戰五次都未必能贏一次。
第二卷末讓曉古城吸血，覺醒的第九眷獸為『雙角之深緋』。
第五卷末與優麻一同讓曉古城吸血，治療古城，覺醒的第四眷獸為『甲殼之銀霧』。
第九卷末與雪菜先後讓曉古城吸血，覺醒的第七眷獸為『夜摩之黑劍』。
使用的武器是六式重裝降魔弓（將空間斬開的能力），名為『煌華麟』，可變成刀或弓。
煌華麟禱詞為：「狻猊之舞伶暨高神真射姬在此讚頌奉供——極光的炎駒，煌華的麒麟——汝為統率天樂與轟雷，纏繞憤怒焰火射穿妖靈冥鬼之人！」
矢瀨基樹（Yaze Motoki／Hyper Adapte，聲：逢坂良太）
淺蔥的青梅竹馬，古城的好朋友，過度適應者。
家庭十分富裕，是掌管絃神市人工島的管理。
實際上是曉古城真正的監視者，與淺蔥一樣從國中時代就認識古城了。有個大他兩學年的三年級女朋友，實際上連對方的手都沒牽過。
曾在國中時帶了色情片去古城家被凪沙發現，其後被狂怒的凪沙嚴厲責備，因而一段時間得了女性恐懼症。
在國中時也是籃球部成員。
擅於模仿，不太擅長唱歌，但非常擅長跳舞。
據古城及淺蔥所言，基樹與平時輕浮的樣子相反，在細節上是處處留心的人，不過有時會過於留心，而策劃出些奇怪的陰謀或多管閒事。目前被哥哥说服后，取代了被逮捕的父亲成为矢濑家族的新家主。
能力是「聲響結界」，能夠張開雷達一般的結界來監視，還能吃下化合藥物來操縱氣流等。但只要受到劇烈的聲音影響就會被破壞，如大規模的爆炸，並需要數小時恢愎，及不擅於水中使用。

## 絃神島

### 彩海學園
南宮那月（Minamiya Natsuki／Witch of the Void，聲：金元壽子）
空隙的魔女，彩海學園高中部的英語教師，古城的班導。自稱26歲卻擁有不符合年齡的外表，穿著為哥德蘿莉，被學生暱稱那月醬，喜歡讓人穿著女僕裝。另一個身份是特區警備隊現役的專業攻魔師，以“空隙的魔女”魔族殺手的稱號在歐洲廣為魔族所知，擅長在魔法中也是高級別的空間制御魔術。
知道古城是第四真祖的事，並經常利用職權在背後做了許多工作，才讓古城不被人發現是第四真祖，作為代價經常要古城幫忙完成一些有關攻魔師的工作，但是每次都令古城面臨生命危險的遭遇，知道基樹是古城的監視者。
喜歡玩弄古城，握有很多古城的把柄，但對他也懷有學生以外的情感。
和岬從學生時代開始就相識，兩人都是彩海學園的畢業生。
負責看守監獄結界的守門人，平時用魔法創造出的幻影和古城他們相處，以及和亞絲塔露蒂及夏音一起生活，真身在監獄結界的城堡中，並一直在城堡生活，從十年前開始就沒有出去過，一個人在城堡中不斷沉睡，古城及夏音只在第一次進入監獄結界時看過她的真面目。
在高級住宅區有間大房子。
在學校辦公室的樓層比校長室高、寬敞和豪華。
喜歡喝紅茶，對於紅茶極端挑剔，特別喜歡由錫蘭的康堤（Kandy）出產的紅茶，而且喝時會加入薄荷來添加香氣，如果紅茶不好喝的話心情會極端惡劣，之後大多數都會發洩在古城身上。
習慣稱拉·芙利亞為「腹黑王女」，稱紗矢華為「獅子王機關的馬尾」，稱雫梨為「狗仔修女騎士」。
小說第5卷中，因被阿夜的魔導書力量奪取了時間及記憶，失去記憶及魔力而幼女化，卻意外找上淺蔥，並認為淺蔥是母親，後來浸泡在混有古城鼻血的浴池中，而恢復了能僅能瞬間發動魔法的魔力量，趁阿夜大意的拿出NO.014的魔法書時，成功抓住機會奪回了自己的力量。
在亞絲塔露蒂叛變為古城爭取時間時曾罵他「勾引女人的手段倒不得不令我誇獎，連本不可能違抗主人的人工生命體，居然都願意站在你這邊。」
輪環王
身為魔女的那月所使役的守護者。守護者的力量是根據魔女與惡魔間的契約來賦予力量，因此作為監獄結界看守者的那月的守護者，「輪環王」擁有無與倫比的威力。將歐洲魔族推入恐懼深淵的黃金守護者，據傳光是現身於世就會令時空扭曲，單論力量就不下於真祖的眷獸，同時還會施展多種類的魔法，對敵人進行封鎖與禁錮。在鎧甲爆開後被發現其實是一隻豬妖，且喜歡獵食魔族。
亞絲塔露蒂（Asutarute／Homunculus，聲：井口裕香）
人工生命體，供眷獸寄宿的純淨人偶，眷獸為『薔薇的指尖』。
名字源自於腓尼基人的豐饒、愛及戰爭女神阿斯塔蒂與所羅門七十二柱魔神中的公爵亞斯她錄，人稱「天后」，為君王巴力之妻，統帥40個軍團。而對她來說，古城就是她的巴力，為了古城她可以直接義無反顧的去反抗那月。
因為沒有吸血鬼的無限負之力，被眷獸逐漸吞噬自己的生命，第一卷末被古城吸血，眷獸被支配，實際上卻還是由亞絲塔露蒂操控。
現被那月所庇護，正接受長達3年的保護觀察處分，因而作為彩海學園的事務員而工作，因為那月個人的喜好，讓亞絲塔露蒂穿上女僕裝工作，除了事務員的工作之外，更成為那月的專屬女僕。
成為那月的專屬女僕後，需要經常幫那月泡紅茶，因此現在泡紅茶的技巧非常好。
被古城吸血而獲得了維持生命而必須的魔力供給，經由魔力傳輸的路徑，在某種程度上能夠知道古城所在的位置，因此那月常利用亞絲塔露蒂的這種性質，交付命令給古城。
為都市傳說「傳說的栅欄」的真身，夜間巡邏學園時把放在變電所的栅欄裏的情書都當失物然後交給收信者，等同扮演了愛情丘比特的角色。
薔薇的指尖（Rododaktylos）
亞絲塔露蒂使用的人工眷獸。虹色巨人的姿態，隨魔力吸收而成長，與雪菜交戰時獲得神格振動波驅動術式的資料。
瀨夏音（Kanase Kanon／Faux Angel，聲：伊藤加奈惠）
模造天使，中學生，凪沙的朋友，古城的第四妻子，古城的皇妃之一。被暱稱「中學部的聖女」，實際上則是『面具寄生者』模造天使【編號XDA-7】。是阿爾迪基亞前任國王的私生女，母親死去後被舅父叶瀨賢生認養，但卻是被改造成兵器，天性善良，在廢棄的亞迪拉德修道院裡飼養流浪貓。在小說第六卷中，曾經與賢生目睹亞迪拉德修道院的慘劇，同時以自身的靈力阻止慘劇繼續擴大。
非常嚮往成為修女。與古城一見鍾情而喜歡上他，被救贖後更是完全愛上他，稱呼他為「哥哥」，但時常因脫口說出要對他「付出至死不渝的愛」等話語，造成古城時常陷入尷尬。
天使事件中，被古城與雪菜連手擊敗。
現在由那月作為監護人，開始在那月家生活後，現在和亞絲塔露蒂相處得非常好。
在小說第四卷得知，是屬於睡覺不穿內衣的類型。
動物愛好者，平時循規蹈矩且文靜，一旦和野生動物打交道，就會發揮驚人的行動力。
在小說第十卷中，聽到古城說偽造的身分證古城和雪菜關係欄是夫妻時，羨慕了一下，之後為了令古城能回復魔力去救凪沙及賽蕾絲塔，而聽了亞絲塔露蒂的意見後就自願被古城吸血，覺醒的第一眷獸為『神羊之金剛』，爾後因拉·芙利雅將深洋之墓II船艙裝設的錄影帶，給阿爾迪基亞國王（拉·芙利雅的爸爸）和前任阿爾迪基亞國王（拉·芙利雅的爺爺，夏音的親生父親）觀看，發誓不會放過古城，而叶瀨賢生也揚言只要發現古城辜負夏音，就會發動植入的對第四真祖專用術式消滅古城。在第十八卷被繆傑特·立赫班（ミュゼット・リハヴァイン）認作乾女兒。
使用的武器是『絲寇蒂之盾』，是神話時代的武器與阿爾迪基亞王室相傳的珍寶。
使用方式為啟動模造天使的能力結合『擬造聖盾』，將能量釋放出來，最終用嚴冬狀態封鎖住敵人。
築島倫（Tsukishima Rin，聲：持月玲依）
古城的同學，淺蔥的好朋友。
班里的學級委員，是個高個子及身材絕妙和具成熟感的女學生，雖然不太親切而且說話也有點嚴厲，但是喜歡她這點的男生意外地不在少數，並在高中一年級男生「希望被她踩在腳底」的排行中得到第一名，據說本人知道了這個結果後受了很大的打擊。
給同學的感覺冷酷且不親切，但是在捉弄淺蔥的時候會表現出活潑的一面。
沒有料理的經驗。
祖父曾經是有名的魔族生態學家，因此對於魔族的生態也很了解，時常會發現古城不是普通人的樣子，但沒有對古城抱有敵視態度，也似乎不打算告知他人，只是抱有興趣地在觀察古城，不過由於在絃神市里，魔族可說是比外國人還要常見，因此也認為古城是沒有什麼特別問題的存在。
笹崎岬（Sasasaki Misaki，聲：茅野愛衣）
彩海學園中學部的女性教師，身穿旗袍，教導科目為體育，雪菜與凪沙的班導。身高約160cm。擅長武術及仙術，並是四拳仙中的「仙姑」。
和那月是從學生時代開始就相識，兩人都是彩海學園的畢業生，是唯一能捉弄及讓那月感到頭痛的人。
也是持有國家資格的攻魔官，傳聞是能隻身一人就摧毀暴力組織，空手劈開地面，從手中放出氣功波的光束之類，身上帶有眾多都市傳說的女拳師。
內田遼（Uchida Ryo，聲：山下大輝）
古城的同學，有一位女友。
進藤美波（Shindo Minami，聲：田中真奈美）
凪沙、雪菜的同班同學，女子籃球社的隊員，也是古城未退出籃球社前的後輩，對古城有好感。在抽鬼牌游戏中用古城作为话题成功动摇了雪菜。
甲島櫻（Kojima Sakura，聲：石上靜香（日）；吳貴竹（台））
凪沙、雪菜的同班同學與班長。

### 魔導士工塑關係者
瀨賢生（Kanase Kensei，聲：青山穰）
瀨夏音的養父（血緣上為舅父），前阿爾迪基亞王國王宮宮廷魔導技師，現受雇於魔導士工塑。
在模造天使事件後被人工島管理公司監視。在監獄結界事件中被拉·芙利亞拜託下使用空間操縱魔法將拉·芙利亞、紗矢華帶到雪菜以及古城的身邊。
碧翠絲·巴斯勒（Beatrice Basler，聲：新井里美）
魔導士工塑雇用的秘書，使用名叫眷獸蛇紅羅變成長槍作為武器的女吸血鬼。第三真祖混沌皇女的末裔，與雪菜、拉·芙利亞輪流作戰後被拉·芙利亞召喚阿爾迪基亞皇家的擬似聖劍擊敗。
洛·霧島（Lowe Kirishima，聲：早志勇紀）
碧翠絲的同伴，擁有漆黑之毛的獸人。與拉·芙利亞作戰時被她使用詭計打敗。

### 監獄結界的逃犯
戴著絲質禮帽的紳士（聲：柳田淳一）
本名不詳，年齡在四十五歲左右。強力的魔導師。被修特拉·D暗算所傷後再次回到監獄結界。
奇力加·基利卡（聲：保村真）
近中東卡布利斯坦的游擊隊出身的老精靈召喚士，為了有效殺死敵人而植入炎精靈術式的怪物。六年前企圖在絃神島製造恐怖襲擊前被逮捕，移送監獄結界收監。逃獄後與亞絲塔露蒂的眷獸發生戰鬥，被奪走了炎精靈的靈力而被手銬關回監獄結界。
紀柳樂·齊勞第（聲：日笠陽子）
第三真祖混沌皇女血脈的吸血鬼，等級是舊世代，別名夸爾塔施劇場的歌姬，同時在歐洲與各國王公貴族留下許多浪名的高級娼妓。五年前與某小國皇太子援交的時候被發現後改變了她的命運。懼怕醜聞的皇家決定秘密處決齊勞第，因為這件事激怒的她反過來報復來襲的暗殺部隊之後，也殘殺死了皇太子在內的幾名皇族成員，這造就了夸爾塔施劇場的慘劇。最終犯下的數件詭異罪行也被人發覺，被國際通緝下落網後扔進歐洲監獄。但是其支配精神能力令人頭痛，空隙的魔女唯有將她送入監獄結界，逃獄後使用鞭型眷獸以及精神支配能力與瓦特拉交戰，被單方面虐殺後被拖回監獄結界。能使用多隻眷獸。
『薔薇行屍製造者』：可變成鞭型武器給齊勞第使用，能力是精神支配。
『毒針蜂』：為數量眾多的亮紫色虎頭蜂，能力是放出毒液。
修特拉·D（聲：村田太志）
天部的末裔，能夠使用念動力操縱幻腕產生出衝擊波，與紗矢華交戰後落敗並回到監獄結界，後被有條件的假釋出監獄結界。
布魯德·丹柏葛拉夫（聲：濱田賢二）
受雇於西歐教會的傭兵。屠龍者一族（聖喬治）的末裔，隸屬西歐教會的暗部。擁有能夠一擊斬殺龍的能力，因此與瓦特拉戰鬥時，數次將其蛇型的眷獸斬殺，最後敗給瓦特拉的合成眷獸後，被他手銬發出的光芒帶回監獄結界，後被有條件的假釋出監獄結界。

### 其他
摩怪（聲：（日）川田紳司）
絃神島上都市機能管控5台超級電腦化身的人工智能系統。淺蔥的拍檔，即使不論以何種方式都要淺蔥生存下來。亦知道矢瀨真正的身份。
曾對古城及雪菜說現在的樣子是因一些原因而成的，不是本來的樣貌。
在第7卷中，原先是和矢瀨通話中的，但因矢瀨被冥駕擊敗而留下電話時，被冥駕稱為吾主。
真身是該隱本人複製自己的人格與記憶的AI，為了在未來準備解決眷獸彈頭的問題而留下的後手。
江口結瞳（Succubus，聲：东山奈央）
紗矢華受獅子王機關之命，從「科斯基艾麗澤」手中救出並加以保護的小學女生，古城的第九妻子，古城的皇妃之一。
實際身分為世界最強的夢魔－夜之魔女「莉莉斯」的繼承者。
由於能夠使用精神支配，被同學及家人畏懼及欺凌，更因此分離出擁有自己的夢魔力量與慾望的人格「莉琉」。
被煌坂纱矢华从久须木幸福企业的设施救走，后在魔兽乐园遇到古城等人。
被久须木幸福企业收养，目的是为了控制位于海底的强大弑神兵器「利维坦」。本人也為了不讓自己及他人再度經歷這種痛苦，打算利用利維坦身上強力的魔力障壁，讓莉莉絲的靈魂在利維坦內完全消失。
最後接受了古城如同告白一樣的話語後，放棄在利維坦內讓莉莉絲的靈魂消失，並一心想嫁給古城，且要求古城要像告白的內容一樣，直到死為止都要讓自己過上幸福的一生，並要一直在一起，而這件事也很常被基樹拿來開玩笑，雪菜與淺蔥則是對此事很頭痛。
现在被人工岛管理公社纳入管理，并进入了岛内的名门学校「天奏学馆」就读。帮助了浅葱对抗圣域条约组织，再次唤醒海底的「利维坦」，但被那月阻止。
麗迪安·蒂諦葉（聲：久野美咲）
與淺蔥同樣是被絃神島管理公社雇用的專業程式員，號稱戰車手的外國少女，12歲。當解救了同事淺蔥的危機後，便在現實中與淺蔥會面。喜歡使用拙者這種武士的措辭。
總公司位於西歐涅烏斯托利亞的大企業－蒂諦葉重工培育出的精英。
稱淺蔥為「女帝大人」，稱古城為「男友大人」。
矢瀨幾磨（聲：笠間淳）
比矢瀨基樹大10歲的同父異母的哥哥，絃神市人工島的管理公社的關係者，並且命令基樹監視曉古城，因為沒有過度適應者的能力而受到家族的鄙視，是家族裡少數能和基樹相處得來的人。
矢瀨顯重
矢瀨基樹和矢瀨幾磨的父親，過度適應者，本來想利用深淵薔薇和該隱的巫女將魔族全消滅，當千賀毅人準備入侵基石之門進行爆破時將其重傷，計畫失敗後被獅子王機關逮捕，由矢瀨基樹取而代之成為矢瀨家族的新家主。

## 獅子王機關
寂靜破除者（Paper Noise） / 閑古詠（聲：植田佳奈）
獅子王機關的三聖之長，第一卷在高神之杜與雪菜對話。真身是一位帶眼鏡的高三女生，名為閑古詠，矢瀨曾叫她緋稻，此名應不是真名，矢瀨是她的追求者，對古城等人宣稱為他女友，但據那月所言至今連她的手都沒牽過。
日本最強的攻魔師之一，擁有被稱作寂靜破除的能力。可以在時間的間隔中插入本應不存在的自己的攻擊時間點，是一種絕對先制的攻擊權力，雖然並不能停止時間也不能達成瞬間移動的效果，但是當能力發動結束後只會留下對手被攻擊的擊倒的現實，憑借著此能力連吸血鬼真祖都要敬他三分的怪物攻魔師。對手與自己同歸於盡是古詠的弱點，古城作出毀滅站立點的攻擊及絃神冥駕的自殺式衛星毁滅雷射就是例子。与弦神冥驾和藤阪冬佳是熟人，因为冬佳的死与冥驾决裂，但屡次在可以出手杀死冥驾时都不为所动。
本人曾說自己不擅於水中戰。
討厭泳裝並認為泳裝不適合自己。
在身負重傷強和古城對戰後去檢查時被深森罵，差點被罵到哭出來。
緣堂緣（聲：齊藤貴美子）
雪菜和紗矢華的師父，實力高強，只用使魔和式神就能在遠離絃神市的高神之杜和雪菜溝通，式神的樣貌跟人類沒有區別，能重現心臟的跳動和體溫，而且僅憑殘留在『雪霞狼』上的傷痕和磨損情況，就把弟子雪菜的癖性和缺點看出來，並且還給予了確切的建議。
性格喜怒無常，以及當弟子犯錯時就會給予該弟子懲罰遊戲，因此雪菜非常害怕緣。
認識上一任第四真祖－奧蘿菈。
把古城當成自己的女婿看，稱他為「第四真祖的小子」，還會特別感謝他照顧雪菜，古城則稱她為「貓咪老師」。
如果發現正在執行的任務過於複雜，就會直接逃跑。
遠山美和
獅子王機關的攻魔師，和深森有契約關係而在MAR擔任深森的助手。獅子王機關承認MAR對被封印的第十二號的所有權，相對的要求接受監視和提供情報，而負責這項工作的就是遠山。
也認識牙城，和牙城一起捲入過危險或麻煩事情時曾在途中被牙城看見過裸體。
羽波唯里（聲：千本木彩花）
獅子王機關的劍巫，為了封印沉睡在神繩湖底的「黑殼」而來到神繩湖，武器為「六式降魔劍·改」，古城的第七妻子，古城的皇妃之一。因为生活在住宿制女校，非常喜欢少女漫画，憧憬着其中的爱情故事，对雪菜和古城的关系表示羡慕。
是以前監視第四真祖的候補之一，但因为不适应「雪霞狼」且并非孤儿而落选。在和古城與雪菜聊天時表示雪菜的性格在以前和現在完全不一樣，在高神之社時不太愛說話，性格有些孤傲、一絲不苟，成績又很好，打模擬戰時還有些可怕。在第十三卷中和葛蓮妲觀看古城吸雪菜的血的時候，被古城抓住並吸血。
對古城有好感，後來喜歡上他，看到他和雪菜的互動太親密時就會開始忌妒與生氣，嚴重時會直接大聲罵他們兩人。
古城的第十眷獸『魔羯之瞳晶』（與雪菜一起）的靈媒。
意外的愛吃美食，有時甚至會因特別喜歡某樣食物而吃太多，導致自己差點吐出來。
在可愛的外表下，隱藏著好戰的一面。
斐川志緒（聲：本渡楓）
獅子王機關的舞威媛，羽波的搭檔，為了封印沉睡在神繩湖底的「黑殼」而來到神繩湖，使用武器為「六式降魔弓·改」，古城的第八妻子，古城的皇妃之一。是以前監視第四真祖的候補之一，与纱矢华的关系很不好，两人经常发生争吵，但在关键时刻卻又能同心协力。遭攻擊時被晓牙城所救，心底裡彻底迷上了这个大叔，甚至从古城身上看出他的影子，但因個性傲嬌而死不承认，這點與纱矢华完全一模一樣。
她曾提到「六式降魔弓·改」改良後與「煌華麟」最大的不同就是武器最終型態釋放時由弓改為弩。
闇白奈（聲：佐藤聰美）
獅子王機關的三聖之一，日本最強的攻魔師之一。
擁有兩個意識的雙重人格，其一為世代相傳的闇之意識，藉由傳承將靈力與記憶逐代增強的一族。其二為作為闇之力容器的自己本身的意識。
擁有戰術方面的統帥能力。可以將自己的靈力化作絲線並且編織成網擴散至整個區域，藉此作為中央指揮塔，讓整個部隊達成完美的連攜作戰。
藤坂冬佳
本應是代替古詠成為三聖之一的劍巫，曾經使用古武神具「雪霞狼」（即初版的雪霞狼）。
在冥駕因事故死亡、作為屍鬼復活後，成為了他的監視者，更被冥駕稱為他「唯一的溫暖」。其後在潛入信奉異邦女神的咒術集團時，拯救了當時要被當成貢品的雪菜，但最後也因雪霞狼的副作用，而令自己變成模造天使並昇華往高次元，在世上消失，而她的死導致了冥駕的瘋狂。

## 戰王領域
凱伊·朱蘭巴拉達（聲：子安武人）
統治東歐夜之帝國戰王領域的真祖皇帝，擁有72隻眷獸的吸血鬼霸王。被稱為第一真祖遺忘戰王。
他的吸血鬼血族被稱為D種，D種固有能力可以變化成霧，普通人對吸血鬼印象最接近的種族。
外表與常人無異，看起來就像路邊的大叔。
在看到變得與常人無異的古城時一言點出他並未變回一般人，而只是力量暫時遭到封印，為了讓古城的眷獸獲得控制，提供了灰輝銀與古城血肉共同製造的銀鏈讓他做為製造12位血之伴侶與皇妃的戒指材料。
扎娜·蘭修卡（聲：種崎敦美）
凱伊的血之從者，他的皇妃。
習慣只穿著運動內衣和凱伊一起行動。
在把吸血王的眷獸交還給暫時被封印力量的古城時被雪菜以突襲式攻擊，評論她為「只要認真起來就會變得很恐怖的女生」。
維列斯·阿拉達爾
戰王領域屬地，阿拉達爾帝國評議會議長，為人正經一板一眼，代表戰王領域與阿爾迪基亞共同簽署合作條約而前來弦神島。
能以長久以來累積的戰鬥經驗壓制著古城，擁有7隻劍形眷獸。
奉聖域條約的命令去回收葛蓮妲，因葛蓮妲來尋求古城的幫助和南宮那月的介入，以葛蓮妲為賭注向第四真祖曉古城要求一對一決鬥，後敗於曉古城。
迪米特列·瓦特拉（Dimitorie Vuatora／Duke of Ardeal，聲：小野友樹）
公爵，來自歐洲戰王領域的使者，也是舊世代，有輛大型遊艇『深洋之墓』，在小說第2卷中，『深洋之墓』捲入黑死皇派的戰鬥波及而沉沒，其後在小說第5卷中出現了『深洋之墓Ⅱ』。
戰鬥狂，喜歡和強敵戰鬥，無論對象是誰都會使出威力最大的攻擊來戰鬥。
曾對第四真祖奧蘿菈求愛，但因奧蘿菈已死，就把目標轉移為古城，現在把雪菜稱為情敵，雖說是愛，但其實只是為了第四真祖之血而已。
有一隊侍奉自己的女僕軍團，但其實所有女性成員都是戰王領域鄰近諸國的王族和重臣的女兒，或被瓦特拉個人滅了國的公主，多數都是被賣過來以換取祖國安全，但因瓦特拉對女性沒興趣，只將她們當作單純的客人來對待，而使團員生活都非常自由，其中5位成員更組成樂團參加動畫投稿網站，在絃神市非常受歡迎，此外瓦特拉為使古城的眷獸覺醒而將她們當作誘餌來使用，她們也出于自身的理由（對賣掉她們的祖國復仇），想要利用第四真祖的力量作為以下犯上的道具，而她們想出的方法是幫古城產下第四真祖的子孫，以及獲得古城真祖的血，令她們自己直接變成血的從者的方法。
在小說第7卷中，擅自讓吉拉和特畢亞斯在彩海學園成為短期留學生，而且「深洋少女組」的成員也為消磨時間跟著吉拉和特畢亞斯在彩海學園成為短期留學生。
在第二卷末成為了絃神市中戰王領域新成立的大使館的大使。
知曉基樹是古城的監視者，也稱淺蔥為該隱的巫女。
據說是非常接近真祖的存在，有著九匹眷獸，擁有融合眷獸的能力藉此吞噬了兩位『長老』。
对于弦神岛作为该隐复活祭坛的计划了然于心，经过一轮等待后出手将弦神冥驾杀死，夺取了咎神的睿智，准备引发新的世界大战。第十五卷最後被古城击败，之後透過聖殲的遺產穿越次元到了異界尋求新的敵人與戰鬥，在OVA final最後出現幫助古城，隨後雇傭克雷德前往系外行星去尋求新的敵人。
已確認的眷獸為『摩那斯』、『優鉢羅』、『德叉迦』、『娑伽羅』、『跋難陀』、『難陀』、 『阿那婆達多』。
能把眷獸融合成為新的眷獸。
優鉢羅
閃著藍光的蛇形眷獸，能力是讓空間產生龜裂，然後把敵人拖進其間。
娑伽羅
如海蛇一般的眷獸，能力是自由操縱氣壓，及能將自己的肉體變作超高壓的水流來攻擊及引發爆炸，以及能把周圍的一切用數萬帕的大氣壓包住，令當中的敵人身體在一瞬間沸騰和制造濃密的大氣之壁。
跋難陀
全身武裝著刀刃的巨蛇，能和『難陀』融合成為一條足以匹敵真祖眷獸的龐大魔力渾身包裹著炙熱火焰的銀龍。
吉拉·雷別戴夫·瓦爾迪茲拉瓦（聲：松岡禎丞）
戰王領域的貴族，目測年齡約十五六歲左右，是個擁有嬌小而溫柔的容姿的美少年，有灰色的頭髮、翡翠色的眼瞳、潔白的肌膚和長長的睫毛，給人十分夢幻的感覺，讓人不禁產生想保護他的念頭。
個性非常正經。
被瓦特拉灌輸了有關古城明顯錯誤的情報，如古城不誇耀自己的威名，而暗中支配人民的恐怖和混沌的可怕第四真祖。
在小說第7卷開始和特畢亞斯成為短期留學生在彩海學園就讀二年級，目的是受瓦特拉的命令成為古城的護衛。
瓦特拉曾下令，如果自己不在的話，吉拉和特畢亞斯就要聽令於古城，保護古城的安全。
原作中是灰髮，動畫中則改為綠髮，動畫中跟著瓦特拉透過聖殲的遺產穿越次元到了異界。
炎網迴廊
一隻豔麗的閃著琥珀色光芒的狼蛛，是只由熔岩構成肉體的蜘蛛形眷獸，射出的蜘蛛線也是灼熱的熔岩組成，在展開的蛛網之中，霧化和空間操控的魔法都無法使用。
幻鋼蜃樓
能力是能操縱鏡像和影子，能利用鏡像使自己變化成其他人的樣貌。
特畢亞斯·加坎（聲：柳田淳一）
戰王領域的貴族，五官優美的少年，嫉妒古城能得到瓦特拉的愛，因此一直敵視古城。
在小說第7卷開始和吉拉成為短期留學生在彩海學園就讀二年級，目的是受瓦特拉的命令成為古城的護衛，但本人非常反感。
瓦特拉曾下令，如果自己不在的話，吉拉和特畢亞斯就要聽令於古城，保護古城的安全，動畫中跟著瓦特拉透過聖殲的遺產穿越次元到了異界。
妖擊的暴王
全身被閃光包裹的巨大鳳凰，實體是有著攝氏幾萬度高溫的高密度魔力之焰。
魔眼
隱形眷獸，能從特畢亞斯的眼睛發出光輝，從而在特畢亞斯的視線範圍侵入到對方腦內，並支配其意識。
崩擊的鋼王
約4、5米高，鋼鐵的類人猿。
莉亞娜·卡爾雅納
戰王領域的貴族，女性伯爵，卡爾雅納家的下任宗主。4年前日本政府與戰王領域共同發掘第十二號妖精的靈柩，牙城與她共同擔任護衛工作。死皇弟哈薩洛夫襲擊十二號妖精的靈柩時，為了守護古城及凪沙的性命，被死皇弟刺穿心臟而戰死。
所使役的眷獸有三隻，其中一隻能變換形態來變成結界守護自身及他人及偵測敵人，但結界會被和卡爾雅納家族同等或以上等級的吸血鬼突破或利用死靈魔術從內部破壞。
另外兩隻則是『日蝕狼』和『月蝕狼』－斯庫爾和哈提。
斯庫爾
一隻身上發著金光的巨狼，身高約3-4米。
哈提
一隻身上發著銀光的巨狼，身高約3-4米。
葳兒蒂亞娜·卡爾雅納
莉亞娜的妹妹，生存未滿100年並擁有粗心大意性格的舊世代年輕吸血鬼少女。一年前深森將柩之鍵交給她並進入絃神島。為了替家人報仇，抱著與仇人巴爾塔薩魯同歸於盡的心情繼續生存，並與仇人進行一場惡戰。古城及奧蘿菈目送她的身體耗盡力量而霧化並且離去，矢瀨與淺蔥後來收集霧化的她才令她活下來。生存下來的葳兒蒂亞娜很顯然，因為原初強奪及吞食她的記憶，而失去了第四真祖與家人報仇的相關記憶而得到重生。目前在魔族咖啡店－獄魔館從事女僕工作。
服裝審美水平異於常人。
曾吸食過毒品並且上癮。
Ganglot
一隻揮灑火焰的三頭魔犬，長達三米並擁有自我意識的濃密魔力聚合體。
甘谷列提
一隻雙頭魔犬，全身都纏繞著火焰。
深洋少女組（聲：石上靜香、荒浪和沙、大西沙織、三宅麻理惠、橋本千波）
成員都為侍奉瓦特拉的女僕軍團，成員年齡從13歲到20歲都有，當中成員都是戰王領域鄰近諸國的王族和重臣的女兒，或被瓦特拉個人滅了國的公主，多數都是被賣過來以換取祖國安全，但因瓦特拉對女性沒興趣，只將她們當作單純的客人來對待，而使團員生活都非常自由，其中5位成員更組成樂團，團名稱為「深洋少女組」，其後參加動畫投稿網站，在絃神市非常受歡迎，此外瓦特拉爲了讓古城的眷獸覺醒而將她們當作誘餌來使用，她們也出于自身的理由（對賣掉她們的祖國復仇），想要利用第四真祖的力量作為以下犯上的道具，而她們想出的方法是幫古城產下第四真祖的子孫，以及獲得古城真祖的血，令她們自己直接變成血的從者的方法。
在小說第7卷中，瓦特拉擅自讓吉拉和特畢亞斯在彩海學園成為短期留學生時，「深洋少女組」的成員也為消磨時間跟著吉拉和特畢亞斯在彩海學園成為短期留學生。
雖然平常不常見，但她們的戰鬥技巧就像軍隊一樣非常高超，並且毀滅証據的能力也相當高明。

## 滅絕王朝
艾斯沃德古爾·亞吉茲（聲：伊藤靜）
統治西亞高加索夜之帝國滅絕王朝的真祖皇帝，擁有19隻眷獸。被稱為第二真祖滅絕之瞳。
在已知3位真祖擁有最多的謎團，她的吸血鬼種族中的貴族都很少人知道她的真正身份。她的血族被稱為G種，目前G種仍未確定已知的能力。
因兒子易卜利斯貝爾的關係認識淺蔥，但在了解她的黑歷史後就和古城一樣對她的廚藝不敢恭維。
易卜利斯貝爾·亞吉茲（聲：田村睦心）
第二真祖直系的第九王子。擁有12至13歳的容貌，黑髪與褐色肌膚，金色雙瞳的少年，已經存活超過70年以上。在滅絕王朝中經常受到其他王族成員以暗殺形式暗算，札哈力亞斯更叫囂向他索取兩具焰光的夜伯。目前擁有4隻眷獸。戰鬥時與其他真祖不同的是會展現出一對紫色翅膀。
與蒂諦葉和淺蔥意外相識，受到淺蔥的引響而喜歡上拉麵，後來更到弦神島觀光。
很欣賞淺蔥，但在了解她的黑歷史後就和古城一樣對她的廚藝不敢恭維。
多姆泰夫
易卜利斯貝爾的眷獸，張牙舞爪而帶有神聖光輝的黃金胡狼，能夠一擊將巨大戰艦擊沈，將整個城堡摧毀的破壞力。
哈琵
易卜利斯貝爾的眷獸。
凱布山納夫
易卜利斯貝爾的眷獸。
麦薇亚·亞吉茲
第二真祖直系的第二公主，暗中透露消息给札哈力亚斯，意图让他消灭弟弟易卜利斯贝尔，最终遭其吞噬。
梅丽赛格
麦薇亚的眷獸，雷酸之王蛇，呈站姿而帶有暗紫色光輝的眼鏡王蛇，可以吐出強酸攻擊敵人，後被易卜利斯贝尔剝奪。

## 混沌界域
嘉妲·庫寇坎（聲：川澄綾子）
統治美洲夜之帝國的混沌界域的真祖皇帝，擁有27隻眷獸，能夠轉變化成容貌的無貌。擁有寶石般的淡綠色頭髮，雙瞳如同深邃湖泊一般的翡翠色。被稱為第三真祖混沌皇女。
印象與奧蘿菈同年代般能讓人聯想到野豹的可愛又有力的美貌的少女，她自身的眷獸擁有類似雷雲、噴火自然現象的非生物姿態。吸血鬼的真祖中不使用眷獸它也帶有獸人的屬性，足以凌駕雪菜的體術。她的吸血鬼血族被稱為T種的現在，確認只有女性，將從屬的眷獸化身為鞭子、槍的形狀的活武器。
為了讓古城回復記憶而化身奧蘿菈的姿態侵入絃神島並襲擊MAR，在古城回復記憶後離開，在此期間曾利用自己的「空間駕馭魔術」為古城的皇妃們爭取時間。
與該隱曾是一對情侶，但常被他不按牌理出牌的個性氣炸。
希烏特克托裏
庫寇坎的眷獸，能力是如火山噴發一般的灼熱火柱，能像大蛇一樣翻滾的爆裂炎流。
卡瑪休托利
庫寇坎的眷獸，能力是放出強力的雷光，能壓制古城的獅子之黃金。
索托洛爾
庫寇坎的眷獸，能力是穿滅空間，能壓制古城的龍蛇之水銀，外表是巨大的骸骨巨人，沒有眼球的空洞眼窩，有裂開的巨大口腔，暴露的肋骨間隙中是漆黑的黑暗空間，當肋骨像門那樣打開，當中滿盈的黑暗如炮彈一樣射出，那是把空間挖去的貪婪的漆黑炮彈。

## 阿爾迪基亞王國
位於北歐的國家，傳統服飾和維京人相同，曾與戰王領域發生過不少衝突，定期簽訂互不侵犯條約。
拉·芙利亞·立赫班（La Folia Rihavei／Ra Foria Rihavuain／Princess of Aldeigia，聲：大西沙織）
北歐阿爾迪基亞國王盧卡斯·立赫班的長女，身居公主之位，古城的第五妻子，古城的皇妃之一。聰明伶俐（對曉古城有點小腹黑），以及好奇心旺盛而且具備超越常人行動力的人。白銀皇女，夏音的姪女。因搭乘的戰艦被摧毀，所以漂流到「魔導士工塑」的私人無人島，剛好碰到曉古城，喜歡曉古城，並在卷末當煌坂與姬柊，以及來找古城的淺蔥和凪沙面前親吻了古城。
不時被侍女們灌輸各種對愛情的錯誤知識，而引發極大的誤會。
對古城的喜愛已到病態的程度，因此時常稱自己為「古城的第一妻子」。
使用強大且稀有的咒式槍，且家族都是強大的靈媒，第三卷末與雪菜一同讓曉古城吸血，覺醒的第三眷獸為『龍蛇之水銀』。喜欢古城，曾说过要和他生下继承人。在噬血狂袭ova《女武神的王国篇前篇/后篇》中，明确说出喜欢古城并希望嫁給他。在噬血狂襲ova《消失的聖槍篇》時稱古城為自己的未婚夫，但被他回嗆「誰是妳未婚夫啊！」
第四卷時因優麻空間操控魔術的副作用，因此和紗矢華一起在絃神市不斷迷路，最後被轉移到賓館而一同投宿一晚，與梅雅姐妹打鬥時請了阿爾迪基亞的軍隊支援，並打敗梅雅姐妹。小說第六卷中要求古城乘坐「聖環騎士團」所有的試製飛機『弗洛緹』拯救雪菜及夏音，不過『弗洛緹』實際上是一枚經過改裝的巡弋飛彈，外型類似美國研發的高超音速武器X-43試驗機與X-51乘波者試驗機。
使用的武器是『擬造聖劍』，是王國的特有兵器。
擬造聖劍解放時的詠唱咒有兩句：
用於擊破敵人的禱詞為：「眾神的女兒宿於我身——軍勢的護法，劍之時代——死亡的推手終將帶來勝利！」
用於毀滅敵人的禱詞為：「輝煌的征戰時刻已至——聽從黃金女神之令，即刻會集——敞開門扉吧！亡者領域！」
優絲緹娜·片矢（聲：飯田友子）
阿爾迪基亞聖環騎士團所屬迎擊騎士。夏音的暗衛，在不干涉王室血族夏音日常生活的情況下，暗中執行危險排除的任務。她是親日派，特別喜歡日本忍者作為騎士的規範，在說話時模仿日本忍者語調為主。
盧卡斯·立赫班（聲：稻田徹）
於OVA登場。阿爾迪基亞王國的現任國王，拉·芙利亞的父親。极度宠溺女儿，对于接近女儿的男性抱有严重敌意，但卻意外的遵从妻子的劝告。
使用巨大的斧头作为武器，一击便将雪菜震退，战斗力不俗。擁有阿爾迪基亞軍的統率權。非常討厭古城，認為他的存在只是為了建立自己的後宮而已，在知道古城不只吸了女兒的血後差點就用斧頭劈死他。
加里亚德·利哈瓦因
阿尔迪基亚王国前任国王。
生性喜欢拈花惹草，因为偷情败露（夏音就是他偷情後在外生的私生女），害怕王后的惩罚逃跑并宣布退位。
波莉芙妮婭·立赫班（聲：能登麻美子）
於OVA登場。拉·芙利亞的母親，夏音的姐姐。
容貌年轻，看起来和女儿差不多的年纪。能够及时制止暴走的丈夫，对于拉·芙利亚与古城和一众女性的关系比较宽容，主张接纳古城为女婿。
繆傑特·立赫班
拉·芙利亞的祖母，波莉芙妮婭的母親。容貌看起來像四十岁左右，是一位金发飘飘的美女。
阿尔迪基亚王国前任王后，随着丈夫的退位成为太后，对逃跑的丈夫施加惩罚令其威名扫地。虽然痛恨丈夫出轨，但是并不记恨夏音的母亲叶濑琴音。
與夏音的母親叶濑琴音感情很好，因十七年前暗殺未遂事件使性命垂危，是叶濑琴音不惜使用會減少自己壽命的術式，為身負重傷的她實施了治療，於小說第十八卷認叶濑夏音為乾女兒。
隆多·立赫班 、芭薩卡利亞·立赫班
拉·芙利亞的妹妹，双胞胎。年紀只有小學生而已，是夏音的姪女，浏海遮着右眼的是隆多，遮着左眼的是芭薩卡利亞。
拥有千里眼和预知未来的能力。

## 尼勒普西自治政府
巴爾塔薩魯·札哈力亞斯
新興匈鬼部族聯合領地（尼勒普西）議長，不過其真正身份是從事軍火買賣的商人。十四年前發動第四次匈鬼戰爭的中心人物，他提供軍隊及武器給匈鬼為主的尼勒普西，並且令他們入侵戰王領域的卡魯雅納伯爵領地引發了戰爭，卡魯雅納伯爵以及騎士團全數陣亡。騎士團毀滅的恥辱招來了忘卻戰王的不悅，從而剝奪領地及貴族身份的葳兒蒂亞娜，對他恨之入骨的男人，亦為了收集第四真祖人偶，而曾經襲擊滅絕王朝王子易卜利斯貝爾。他真正野心是為了將尼勒普西成為夜之帝國，才收集第四真祖的人偶以及策劃原初覺醒的儀式，甚至連第一號“焰光的夜伯”本身也不放過，而他正是第一號“焰光的夜伯”的血之從者，最終他亦死在第一號（布洛特）手上。
故鄉是現在已經不存在的巴爾幹半島的一個小鎮，離現在約七十年前被卷入戰王領域、滅絕王朝和西歐教會三個勢力爭奪第一號（布洛特）的紛爭中而被消滅了。
妹妹朴樂斯妲是第一號（布洛特）的巫女，在卷入紛爭中時，原本因保護朴樂斯妲而死，但最终被朴樂斯妲借用第一號（布洛特）的力量復活而變成血之從者，但其妹則昏迷不醒，但其實只是為了得到永恒的生命，不惜以自己的祖國與妹妹的性命為代價，從第一號身上奪取了肋骨，而希望將妹妹復活是因為在朴樂斯妲體內所設下的魂魄捕捉的術式（陷阱），以此希望第四真祖附身在朴樂斯妲體內，從而控制第四真祖的力量。
所收集的第四真祖有第一號（布洛特）、第二號（德烏特拉）、第七號（赫卟多莫斯）、第八號（歐谷多歐斯）、第九號（埃納托斯）及第十一號（赫恩德卡托斯）。

## 圖書館『LCO』
仙都木優麻（Tokoyogi Yuma／Daughter of The Witch，聲：（日）內山夕實；（台）石薇（第一季）→鄭郁欣（第四季起））
蒼藍魔女，蠱惑全城的古城之舊友，古城的第十妻子，古城的皇妃之一。阿夜為了逃獄製造出來的「女兒」，外表年齡16歲（10年前被製造出來時已是6歲模樣），使用空間制御魔術。
對她來說她只認那月為母親。
淺蔥說因優麻輕易做出各種親密行為，造成古城現在遲鈍的個性。第四卷與古城接吻並交換身體。
觀測者之宴會篇結束時，因想表達愛意與感謝而主動親吻了古城，但造成一旁的雪菜不小的震撼。
為了讓古城擊敗阿夜，與紗矢華一同讓曉古城吸血，治療古城，覺醒的第四眷獸為『甲殼之銀霧』。目前已离开弦神岛，现负责追捕LCO成员的任务，以换取母亲的早日获得自由。
蒼（Le Bleu，聲：高橋美佳子）
優麻的守護者，外貌為身著藍色鎧甲的無臉騎士。
仙都木阿夜（Tokoyogi Aya／Witch of The Notaria，聲：高橋美佳子）
優麻的母親，統掌LCO的『書記魔女』。對魔法、魔族的存在抱持疑問。十年前被封印在監獄結界，襲擊那月後從監獄結界脫逃，夺取那月的记忆在彩海学园展开巨大的魔法阵再次重现「暗誓书」的力量。與古城激戰到最後再被送回監獄結界。
梅雅姐妹
奧可塔薇亞（聲：淺倉杏美）
艾瑪（聲：櫻井浩美）
阿什當的魔女，經術紋與罪犯登錄記錄資料庫對照，人工島管理公社判定為一級犯罪魔導師。分屬LCO第一隊「哲學」。
曾在北海帝國領內的阿什當，舉行過危險的魔法儀式，引發巨大災害令一整個州郡消失的國際魔導罪犯。十年前也曾出現於這座絃神島，還造成前所未有的損害。使役一隻巨大的觸手怪物。侵入絃神島時發布等級Ⅲ的災害警報。最终被拉·芙利亚与纱矢华看穿其底细后击败，被送到监狱结界。
在短篇「彩昴祭的日与夜」为了对纱矢华和拉·芙利亚复仇而越狱，持有的魔导书「No.014」夺取了雪菜的固有堆积时间将她变成幼儿，但最后仍然被送回监狱结界。
第三隊「社會學」
兩名男性，奉「圖書館」指令，將先都木阿夜帶回「圖書館」，遭遇抵抗則以武力消滅先都木阿夜並奪回暗誓書，遭到仙都木阿夜先發制人。
真贺斋祸子（聲：田中理惠）
隶属LCO第五队「科学」的大司书「逢魔魔女」。受吸血王所托，利用游戏机系统以及纳米式神操控着雫梨和「恩莱岛」，以达到囚禁晓古城的目的，失败后被仙都木优麻逮捕。
精通死灵魔术和「时间加速」的魔术，还能重现召唤出过去时间的吸血鬼眷兽。

## 第四真祖
通稱第四真祖焰光的夜伯，沒有任何血族同胞亦無支配欲望，駕馭如同天災的十二眷獸，乃是唯一而孤高的夢幻吸血鬼，由於其正體是由三位真祖與天部攜手創造的最強弒神兵器，因此第四真祖是連其他三位真祖都認同的最強吸血鬼，但卻又因實在過於強大，因此天部將其分裂成十二體並且個別封印在世界各地，這也是古城為何會有十二位血之伴侶與皇妃的原因。
初代第四真祖
在葛莲妲隐藏的记忆中出现。天部与三名真祖合力制造的人工真祖，目的是作为该隐的监视者。在两者互相接触的过程中，与该隐结下了深厚的感情。
但天部深感其中的威胁，被原初所控制将该隐杀死。事后非常悔恨，并向天部举起反旗。失败后被分割成十二个存放眷兽的基体并受到封印。
奧蘿菈·弗洛雷斯緹納（Avrora Florestina，聲：石原夏織）
被稱為焰光的夜伯的先代第四真祖，古城的第十二妻子，古城的皇妃之一。在古城的記憶中，是名擁有虹色頭髮及焰光之瞳的少女。原本是作為被人工創造出來的第四真祖的監視者，體內有著第十二號眷獸「妖姬之蒼冰」並以此作為人格基礎，利用「同族吞噬」的原理，將原來第四真祖的靈魂封在自己體內，力量則給了曉古城，最後用「血之咒縛」命令曉古城用手上為殺死真祖而特製的破魔聖槍的十字弓，射向自己的心臟並伴隨著原第四真祖的靈魂一起死亡，最後意志和眷獸一起和曉凪沙合為一體。遺體現在隱藏及存放在MAR的睡美人計劃之中，被稱為第十二號的第四真祖，牙城發掘十二號妖精的靈柩時沒有名字只顯示數字，名字由莉亞娜提議出來。
經由葳兒蒂亞娜之手甦醒，古城及奧蘿菈被她保護。語氣傲慢，但個性非常膽小兼天真爛漫，沒記性又笨拙，但對被命令的事卻會忠誠地完成，當被人需要的時候就會非常高興。基本上無欲無求，但只有甜品例外，特別異常地執著雪糕。原初被打敗時命令古城殺死將自己吸收原初靈魂的身體，同時參加原初復活的儀式之餘波的人，將她的記憶被人遺忘。
她以外的眷獸之器分別在不同組織下管理，原初復活的儀式之際全部吸收並完全消滅。在故事第一部分的最后被第六号（冥姬之虹炎）从凪沙体内转移出来，得到新的身体后继续沉睡。
名字的來源是由於古城在遺跡中看到棺柩時的睡美人感想，而莉亞娜便以「睡美人弗羅雷斯坦王的女兒歐羅拉（奧蘿菈·弗洛雷斯緹納）」命名。
第一號（布洛特）
神羊之金剛的焰光的夜伯，眷獸神羊之金剛是擁有金剛石肉體的大角羊，周圍漂浮著數千、數萬塊寶石結晶，這些結晶會化為盾來防御或作為箭雨射出。
第二號（德烏特拉）
牛头王之琥珀夜伯，眷兽牛头王之琥珀是拥有琥珀身体的牛头人，手握战斧，能使地面伸出石牙攻击敌人，也可化作盾牌抵挡攻击。
第三號（托利托斯）
龍蛇之水銀的夜伯，基體綁著雙馬尾的長髮，長髮如同蛇一般搖擺著，眼球左右顔色不同，分別是金色和銀色。被戰王領域瓦特拉在絃神島解放，古城與奧蘿菈對戰時為了拯救凪沙才借力量給古城。戰鬥時會在左右手掌捧著能將空間挖空的漆黑球體。
第四號（特塔爾托斯）
甲殼之銀霧的夜伯，基體身上穿著厚重甲胄，臉龐有一半被兜甲給遮擋住。被戰王領域瓦特拉在絃神島解放，古城與奧蘿菈對戰時為了拯救凪沙才借力量給古城。
第五號（夲普托斯）
獅子之黃金的焰光的夜伯，基體有像男孩子一般短的金髮，並且身著金色鑲邊的白金甲胄。被戰王領域瓦特拉在絃神島解放，古城與奧蘿菈對戰時為了拯救凪沙才借力量給古城。戰鬥時會在手中握著閃著蒼白光芒的雷光槍來戰鬥。
第六號（赫可托斯）
冥姬之虹炎的焰光的夜伯。基體身穿夏日浴衣，為了拯救凪沙與奧蘿菈，基體將身體轉讓給奧蘿菈的意識寄宿。
第七號（赫卟多莫斯）
夜摩之黑劍的焰光的夜伯。
第八號（歐谷多歐斯）
蝎虎之紫的焰光的夜伯。
第九號（埃納托斯）
雙角之深緋的焰光的夜伯。古城與奧蘿菈當時遇到焰光的夜伯。她的力量被吸引到原初身上，為報冰淇淋的恩惠而以自己意志協助古城反抗原初。
第十號（德卡托斯）
摩羯之瞳晶的焰光的夜伯。化名為狄珊珀成為深淵薔薇一員一起到處破壞魔族特區。
第十一號（赫恩德卡托斯）
水精之白鋼的焰光的夜伯。
原初（root）
天部所創造的第四真祖人造詛咒靈魂，與作為監視者的第十二號焰光的夜伯一同封印在戈佐島的遺跡之中，在黑死皇派襲擊事件之際甦醒，由於凪沙出眾的靈媒能力而附身在凪沙身上，造成凪沙的身體衰弱。
自身力量被分割成十二具焰光的夜伯並且封印在世界各地，為了取回原來的力量需要將全數的焰光的夜伯吸收。在焰光之宴中奪取了凪沙的身體而復活，並且命令第一號（布洛特）將札哈力亞斯奪取的肋骨取回，之後吸收了札哈力亞斯所掌握的六具焰光的夜伯。雖然由於奧蘿菈決心保護古城而反抗原初與之交手，不過本該壓倒性優勢的原初卻因為第九號眷獸「雙角之深緋」的陣前倒戈與第三號（托利托斯）、第四號（特塔爾托斯）、第五號（夲普托斯）前來支援古城與奧蘿菈而失去優勢，最後被奧蘿菈成功利用「同族吞噬」將他從凪沙的體內吸取並封印在自己體內，而在古城体内留有原初保护圣歼秘密的程序「逻辑炸弹」，被南宫那月和姬柊雪菜合力消灭。
在札哈力亞斯所舉辦的焰光之宴中吸收的六具焰光的夜伯包含第一號（布洛特）、第二號（德烏特拉）、第七號（赫卟多莫斯）、第八號（歐谷多歐斯）、第九號（埃納托斯）、第十一號（赫恩德卡托斯）。當時取回一半力量的原初所召喚的第七號眷獸「夜摩之黑劍」，便輕易的讓絃神島的舊東南地區的人工島沉入海中。
第零号（凱儂）
即「吸血王」。對外自稱札布萊德，是第四真祖的试验品。拥有等同第四真祖的全部眷兽（黑色）和力量。

## 黑死皇派
克里斯多福·賈德修（聲：津田英三）
過去的黑死皇派幹部，曾在布拉格國立劇院佔領事件中造成四百名以上的民眾傷亡。現為黑死皇派的新指導者。
懂得使用生體屏障（即氣功）來戰鬥。对战争充满狂热崇拜，被古城和雪菜合力粉碎其阴谋。
葛蘭·哈薩洛夫
賦予別名死皇弟的黑死皇派幹部。能夠使用神獸化能力的上位獸人。除了黑死皇本人外，唯一精通於死靈魔術的獸人。於4年前破壞及襲擊第四真祖棺木所在的遺跡，在戰勝曉牙城以及莉亞納後企圖殺死古城與凪沙以及沉睡中的奧蘿菈，卻被古城以肉身抵擋成功保護凪沙，同時又因古城大量的血肉飛濺至奧蘿菈身上，使其蘇醒，最後被醒來的奧蘿菈擊斃。

## 鍊金術師
妮娜·亞迪拉德（Nina Aderado，聲：中原麻衣）
赫密士·崔思莫吉司特斯的末裔。第一人稱為「吾」（わしわ），第二人稱為「汝」（ぬし）。
已存活270年以上的鍊金術師，創造賢者的相關人物之一。
在教堂事件中被天塚汞所攻擊傷害中的藍羽淺蔥而奄奄一息，所幸被妮娜·亞迪拉德暫時附體治療回復中。
為阻止賢者復活而生的監視者，有意識的記憶媒介被轉移到稱呼為鍊核“賢者之靈血”後的人類就擁有不死的身體。
似乎對夏音有很好的印象，後來確認為亞迪拉德修道院的院長。
醒來後告訴古城其身分及天塚汞目前復活賢者的極大野心。
為奪回賢者之靈血決定與古城合作，最後借古城的吸血鬼力量打敗其賢者並奪回賢者之靈血。
當賢者事件結束後，殘留了部份賢者之靈血為妮娜製作了嬌小的身體，夏音決定收留了她。
因夏音喜歡古城的關係而曾幫他對付過那月。
在發現稀有物質與材質會興奮得流口水。
古城身旁十二位血之伴侶與「曉之帝國」皇妃戒指的創造者。
天塚汞（Amatsuka Ko，聲：梶裕貴）
為了賢者復活而行動的鍊金術師。被妮娜逐出師門的不肖弟子。全身被賢者之靈血構成，然而偽鍊核（妮娜叫它做複製的劣等鍊核的替代品）的意識以記憶分開成複數的肉體活動。認為自己是人類急於取回身體才實行賢者復活的計劃，其正體是賢者創造的人造生命體。

## 太史局
妃崎霧葉（Kisaki Kiriha，聲：藤井幸代）
太史局的攻魔師，身為「六刃」其中一員的黑髪美少女，綽號『黑之劍巫』，古城的第六妻子，古城的皇妃之一。
「六刃」與獅子王機關的劍巫是沿自同一祖宗，能夠使用雪菜學習的八雷神法以及相同戰鬥技巧。
看似十分冷靜其實非常好戰，武器為『雙乙型咒裝雙叉槍』，通過魔力的複製可以達成人類無法使用及魔力模仿的能力。
雖和獅子王機關敵對，但在第十卷還是幫古城和雪菜偽造身分證，逃出絃神島，但一直被古城吐槽說為什麼雪菜和他的關係是夫妻（但雪菜看到後內心其實很開心）而且還已經29歲了，並在最後打敗了南宮那月。
後來慢慢的也喜歡上古城，還會為他吃醋，且程度不下於其他皇妃。曾在淺蔥面前表示自己和古城曾是一起去溫泉旅館且坦承相見的關係，讓在旁的唯里和志緒感到十分驚訝，紗矢華更氣得直接要求她把事情講清楚。

## 美利堅聯合國（CSA）
安潔莉卡·哈米達
CSA陸軍特殊部隊「簡福斯」的中隊長。階級為少佐，曾在安第斯聯邦的游擊戰中殺死近兩千人，有著「染血的安潔莉卡」之名。
性格冷酷，為了任務可以排除多餘的感情。本身是全身機械化的「魔義化步兵」，左手為能夠放出不可視刀刃的「斬首的左手」，右手則為接觸身體的一部分即能進行融合的「擁抱的右手」。
為了在混沌界域內戰中擊倒第三真祖，想要使用邪神薩薩拉馬丘的力量，而來到絃神島搶奪身為邪神新娘的瑟蕾絲妲。
布耶、瑪提斯、波蘭
「簡福斯」的成員，與安潔莉卡同為「魔義化步兵」。布耶、瑪提斯擅長近身戰，波蘭擅長狙撃。
最後瑪提斯、波蘭被加坎所殺，布耶與身體斷成兩截的安潔莉卡融合。

## 咎神相關者
該隱（CAIN）
咎之神。多次從瓦特拉以及寂靜破除者口中提及，那月、矢瀨以及賢生多數人抱持警惕嚴重性而存在的聖殲。起初為人類，同時也是創造所有魔族之始祖(但似乎非事實因為那時已有真祖的存在)，並且是人類及魔族天敵的男人。第四真祖的出現時才有必要出現理由的原因。
事實上在遠久的古代是以神之名君臨世界的「天部」的一員，但是卻對於天部將普通人們當作玩物隨意引發戰爭的現實感到厭惡，而天部為了應對這位異端的同胞則將其打入異界之中，並且創造了足以討伐他的第四真祖作為他監視者，然而卻沒想到該隱在異界中領悟了能夠否定並且改寫世界的秘術「聖殲」，更沒想到第四真祖成為了該隱的理解者，為了阻止他們的反叛天部創造了詛咒的靈魂「原初」控制了第四真祖將該隱討伐。
討伐該隱後悲傷的第四真祖對天部舉起了反旗最終遭到了封印，並且其十二眷獸被分割。而天部也被發動的「聖殲」所滅，讓無意義的戰爭畫下了句點。
與嘉妲曾是一對情侶，但嘉妲常被他不按牌理出牌的個性氣炸。
絃神冥駕（Itogami Meiga，聲：花江夏樹）
藉仙都木阿夜逃獄之便逃出監獄結界的逃犯之一。
原攻魔師，與旁觀者寂靜破除者是老朋友，基本上任何生物都不能在無靈力與魔力的狀態下生存，但因體質問題所以可以使用靈力與魔力都能夠消除的失敗作零式突擊降魔雙槍『冥餓狼』，且破壞傳送監獄結界的手銬術式而逃亡，通过MAR的保护因此至今仍逃亡在外。亦察覺到古城為「第四真祖」，雪菜為「曉之帝國的皇后」，淺蔥為「該隱的巫女」，第7卷時對著矢瀨所遺留下來的通話中的摩怪稱其為吾主。稱絃神島為「背德之都」，與絃神島的製作者擁有相同的姓氏，但關係不明。
在小說第14卷中緣堂緣和曉古城的對話中說他是絃神千羅的孙子，原是狮子王机关的攻魔师，被爷爷改造成为拥有不受灵力和魔力影响的特殊体质（实质上是活死人），所以可使用被称为失败作的零式突击降魔双枪「冥饿狼」。
因藤坂冬佳之死残杀了许多狮子王机关的攻魔师，而被关入监狱结界。
对于「该隐的巫女」浅葱异常关注，数度出手帮助浅葱脱险。
阻止古城与雪菜前往「咎神的棺材」拯救浅葱，因对冬佳的执念屡次想致雪菜於死地。由于掌握了「圣歼」的力量，让雪菜和古城几乎陷入绝境，但古城最终仍然参透了破解「圣歼」的方法，最后与雪菜合作将「冥饿狼」摧毁并重创冥驾，逃脱后被瓦特拉夺取了体内的知识并消灭。
絃神千羅
絃神市的設計者。已故。
在40年前利用风水和魔法理论与科学技术结合，不惜一切代价制造出巨大的人工岛屿「弦神岛」，实际上用作该隐复活的祭坛，但他并无意复活该隐，只为掌握「圣歼」的力量。
安座真達己（Azama Tatsumi，聲：速水獎）
自衛隊的三等特佐，實為信奉咎神「該隱」的恐怖分子「聖殲」一員。表面上以協助加強位於神繩湖的「黑殼」的封印為由邀請獅子王機關及凪沙，實際上是利用其解除封印。在封印解除後以咎神騎士的身份攻擊牙城等人，但其後在要求移交凪沙時被闇白奈揭穿真正身份。之後在奪取葛蓮妲時被古城阻止，選擇與異境的遺產進行融合強化自己，但最後被古城以眷獸「牛頭王之琥珀」擊敗，而其黨羽亦悉數被捕。
身為咎神騎士擁有兩項魔具，一爲操控異境侵蝕的騎士鎧甲，另一項為奪取兵器的「資訊」並與自身融合的騎槍。
沖山御影（Okiyama Mikage，聲：石上靜香）
自衛隊的一等中尉，實為信奉咎神「該隱」的恐怖分子「聖殲」一員。
上柳二尉（Ueyanagi，聲：濱野大輝）
自卫队尉官，實為信奉咎神「該隱」的恐怖分子「聖殲」一員並且是一具機器人。最後被安座真達己杀害。
葛蓮妲（Grenda，聲：和多田美咲）
擁有鋼色頭髮與眼瞳的龍族少女。在神繩湖底與「蜂蛇」以共生的方式沉睡，但之後因為得到奧蘿拉的情報而覺醒。被「圣歼派」视为重要的力量。神绳湖的事件后被护送到弦神岛接受保护，与纱矢华一同留在岛上生活。与唯里特别的亲近，对古城的吸血行为非常有兴趣。
在被古城吸血後喜歡上他，看到他時就會主動上前撒嬌，發現他與某個女性太接近時就會開始生氣與忌妒。
拥有追溯他人记忆的能力，可以根据他人的记忆而改变自身的形象。由某人所制造，体内被灌输了特别的「资讯」，被古城吸收后成为突破异境的力量。
古城的第二號眷兽「牛头王之琥珀」的灵媒。
其本身為該隱所創造的人工生命體，作為管理該隱所留下的遺產-「方舟」的鑰匙，十五卷中因為認同古城-「第四真祖」為繼承者，因此授予了淺蔥行使方舟的權限。
亞伯巫女（西比拉）（聲：三森鈴子）
代號「女教皇」。不幸被「聖殲」捲入的悲慘少女，在殘破的軀殼裡殘留著復仇的意念。由MAR從莫斯科皇國偷運至弦神島。
本身可以掌握部分「聖殲」的力量，讓弦神冥駕得以驅使「聖殲」。企圖佔領淺蔥所在的「咎神棺材」，但在受到古城的眷獸攻擊下被淺蔥反擊，最後遭到消滅。

## 曉家
曉牙城（Akatsuki Gajou，聲：加瀨康之）
古城與凪沙的父親，「曉之帝國」的太上皇。專門研究「聖殲」的考古學家，多次處於危險的遺跡中都能夠一人生存下來，賦予別名『冥府歸人』。出生時並沒有特殊能力，在一次探索中亞遺跡的行動中所有相關人員皆死亡，除了牙城活著，但有一半身驅在另一個世界，以此為代價可從陰間的軍火庫中拿武器，利用高度洞察力與上位獸人死皇弟進行拉鋸戰鬥下生存。
年齡大約40歲，個性非常亂來，非常有異性緣，經常得到其他女性的好感及幫助，捲入危險或麻煩事情時，能迅速和事情中的陌生女性搞好關係，以及發生看見裸體等常見事件。
給人的感覺與其說是遺跡的調查員，不如說是給人一種落後於時代的黑手黨的一員，或者是不出名的私人偵探的感覺。
雖說是調查員，可並不是把自己關在研究室裡研究文獻的帶有知性的冷靜類型的調查員，而是圍繞在世界各國的紛爭地帶戰鬥，忙於搶奪發掘品，與趁火打劫僅僅一線之隔的野外研究員。
不論是房間還是工作的研究室都是亂七八糟，這也是導致女兒凪沙擁有幾近病態的潔癖的原因之一，甚至被推斷是不是對父親的反作用，而唯一會收拾房間的時候就只有在他周圍夾雜著女性身影的時候。為了讓凪沙和古城恢復原樣不斷嘗試各種方法，哪怕是手段骯髒也在所不惜，事實上是位好父親。
研究室建立於絃神市立大學用地內將要被拆毀的舊大廈中，在大學內有著客座教授的頭銜，雖然說是教授，也兼任保镖的身份，工資低，不過有大學教授的頭銜，對於經常出國旅行的牙城來說非常便利。而且作為與家人分居中的人，真誠地感謝能有個可以用來住宿的研究室。在與單間公寓很相似的小小研究室中，滿滿地堆積著古老的書籍和文獻，主要睡在沙發上。
很怕前妻深森，在《咎神的騎士篇》最後聽到凪沙說要送他去深森的醫院治療時，嚇得當場就想逃跑。
曉深森（Akatsuki Mimori，聲：小林沙苗）
古城和凪沙的母親，4年前和丈夫離婚，現在和古城及凪沙一起居住，「曉之帝國」的太上皇后。
已經過30歲，但外表比實際年齡年輕得多，古城認為是與低下的精神年齡成正比而使外表是這樣的緣故，喜歡惡作劇。
意外地很容易吃醋，只要牙城一不小心和別的女性關係好一點，就會把矛頭無差別地指向四周，這點意外的與雪菜很像。
據凪沙所言，料理能力非常差，會在料理時把廚房變得一團亂，因此平時都不會下廚而是吃冷凍食品，特別喜愛冷凍披薩。
有臨床魔導醫師的資格。
小說第6卷中說出自己在淺蔥這個年紀時就已經懷了古城。
在MAR研究所中擔任研究主任一職，因工作繁忙的緣故一周基本只回家一兩次。
平時把為了讓從島外來訪的客人或者研究員住宿準備的高級賓館中，擅自把特別豪華的行政套房佔據及私有化，一週中有大半的時間都住在賓館。
也是過度適應者，只要直接觸摸肌膚，就能診斷出病人大致情況，但在治療優麻時卻亂摸她的胸部，被在旁看到的雪菜直接向古城說果然有其母必有其子。
個性不太正經，古城帶優麻給她治療時因雪菜與紗矢華剛好跟著，結果竟然問誰是那個真命天女？做過了嗎？難不成家裡要添丁了？我馬上就要當祖母了？搞得現場一片尷尬。
第一次見到雪菜時就對她有極大的好感，甚至直接告訴她可以叫自己「婆婆」。
知道凪沙身體寄宿著第四真祖的眷獸及意識和奧蘿菈的存在，而兩人也認識，但奧蘿菈則因為怕麻煩而大多數都不理會深森，也有察覺到古城身體所發生的變化。
和前婆婆曉緋紗乃的婆媳關係很差，並稱呼她為妖怪老太婆。第17卷《曉之帝國篇》中因其能力知道零菜是自己的孙女，並跟零菜保證不透漏她的真實身分给古城他們。
在MAR研究所的管理倉庫中，存放了戰王領域與阿爾迪基亞王國最不想見到的第二位「該隱的巫女」。
曉緋紗乃（Akatsuki Hisano，聲：小宮和枝）
前攻魔師，牙城的母親，古城與凪沙的祖母，「曉之帝國」的太皇太后。
与媳妇曉深森的关系非常差，却很关心孙女，但相比之下对于儿子和孙子的态度就有着很大差别。
和狮子王机关有着一定的联系，有数个徒弟在狮子王机关中任重要职务。
曉零菜（Akatsuki Reina，聲：阿澄佳奈）
吸血鬼，15歲，於短篇《雪菜√Before:After》、第17卷折断的圣枪篇及動畫版的《曉之帝國篇》中出現，來自20年後的未來，外表和雪菜十分相似。
姬柊雪菜之女，帝國的公主，與萌蔥為同父異母的姐妹，與古城關係為父女。稱古城為「古城君（親人的稱呼）」。稱凪沙為「凪沙姑姑（おばさん）」。有吸血衝動時也會流鼻血。基本上說話方式的暗示中可以確定生父也是古城。雖然媽媽是雪菜，但並不討厭淺蔥。
有證據顯示她為雪菜和古城的女兒，如：舊姓姬柊、稱雪菜為媽媽、吸血衝動時會流鼻血、稱凪沙為「凪沙姑姑（おばさん）」、「精神飽滿的爸爸」暗指古城、戰鬥時臉上的神情和古城十分相似等。
現居住在「曉之帝國（Reich・Der・Morgenrot）」。
在動畫版中，是因為追捕魔物(在短篇中，是因為想看以前爸媽的情況，而第17卷中，是幫忙修護和升級雪霞狼)而來到20年前。稱淺蔥為｢博士｣，並戲稱古城已｢掛點｣（但被萌蔥給吐槽說早上還對話過。）。
在古城與雪菜推斷出零菜其實是兩人未來的女兒後，當場陷入一陣尷尬。
在古城與沙夫利亞爾‧連的戰鬥中曾想和萌蔥一起幫忙助戰，但後來發現戰局已大致穩定由古城獲勝就沒出面。
曾與古城說過類似眷獸的契約咒「繼承『焰光夜伯』血脈之人，曉零菜，在此解放汝之枷鎖！」
槍之黃金（Hasta Aurum）。
外型酷似雪霞狼卻有獅子之黃金所屬能力的眷獸，也有像「雪霞狼」一样的让魔力无效化的能力，甚至能操控雷電。
曉萌蔥（Akatsuki Moegi，聲：津田美波）
吸血鬼（她那含著吸管的嘴唇邊上，能夠窺視到小小的白色利齒。），16歲，於短篇《雪菜√Before:After》、第17卷折斷的聖槍篇及動畫版的《曉之帝國篇》中出現，在20年後的未來，幫助零菜回到過去的人，身份是「曉之帝國」貴妃與高级技术顾问蓝羽浅葱的助手，也是帝國的公主。
藍羽淺蔥之女，帝國的公主，與零菜為同父異母的姐妹，與古城關係為父女。稱古城為「古城君（親人的稱呼）」。也稱凪沙為「凪沙姑姑（おばさん）」。有吸血衝動時也會流鼻血。基本上說話方式的暗示中可以確定生父也是古城。雖然媽媽是淺蔥，但並不討厭雪菜。
現居住在「曉之帝國（Reich・Der・Morgenrot）」。
在古城與沙夫利亞爾‧連的戰鬥中曾想和零菜一起幫忙助戰，但後來發現戰局已大致穩定由古城獲勝就沒出面。

## 深淵蔷薇
狄珊珀（Disenba，聲：Lynn）
「地狱蔷薇」组织的主要成员。拥有能够操控其他眷兽的能力。
真实身份是第四真祖眷兽的第十号容器（德卡托斯），最先由第三真祖得到，后被赠予瓦托拉。在古城解开了眷兽「摩羯之瞳晶」的封印后肉体频临崩溃，最终被古城吸收。
「December」在古羅馬中可解作第十個月的意思。
千贺毅人（聲：鳥海浩輔）
「深渊蔷薇」的领头人。曾被称为「东洋至宝」，对欧洲魔术界有非常大影响的天才风水师。
在弦神岛内布下巨大的八卦阵，利用风水的力量瘫痪弦神岛与外界的联系，并打算驱使四神和眷兽「深渊蔷薇」消灭整个弦神岛，最终被古城击败。最后在入侵基石之门打算进行爆破时被矢濑显重重伤，死前将重要资料交托给曾经的学生那月。
卡莉（聲：赤尾光）
兽人少女，狙击手。从小生活在另一个魔族特区，无父无母，在饥寒交迫之下被December所救。
虽然身体弱小，但是有着能够对应反器材狙击枪强烈后坐力的强韧，和操作人类的武器所需的纤细，其听觉、嗅觉和夜视能力在兽人中非常优秀，作为狙击手再适合不过。试图狙击浅葱，最后被基树击败。
洛基（聲：堀江瞬）
人工生命体少年，搭载了违法技能发火能力者。在另一个魔族特区被当成兵器驱使，在被处分时被深渊蔷薇所救，因此对魔族特区充满怨恨。最终被同为人工生命体的亚丝塔露蒂打败。
兰（聲：春野杏）
担任黑客的少女。大脑布满着有常人十六倍细微化了的神经回路，被赋予与战略级计算机比肩的情报处理能力。因为活人的细胞代谢无法如此庞大的能力，因此通过死灵魔术驱动的死者躯体作为身体。
利用魔族登录证引发弦神岛的魔族暴动，最终在入侵弦神岛内部系统时被浅葱反击将其感染，并强制切断脑内回路而死去。

## 伊鲁瓦斯魔族特区
香菅谷雫梨·卡思迪艾拉（Kasugaya Shizuri Castiella，聲：會澤紗彌）
自称隶属「圣团」的修女骑士的白发少女，古城的第十一妻子，古城的皇妃之一。孤儿，使用了恩人诗奈子的姓氏。属于魔族中稀有的「鬼族」，是伊鲁瓦斯魔族特区的幸存者。被贯彻执行魔族引导教化的教义的异端派系「圣团」所保护。在恩莱岛上担任古城的监视者。
管理着类似与「监狱结界」的异空间，收纳着6000名幸存者，因此肉体在6年前就停止了成长，雖已20歲卻维持着14岁的容貌，曾被古城吐槽是長不大的小孩。但因真贺斋祸子而丢失记忆。
被「攻魔高专」委派担任古城的监视者，也是古城的血之从者並喜歡古城，身体苏醒后与幸存的居民被弦神岛收容，现入读彩海学院，因本名長時間叫得很辛苦，所以被古城暱稱為“卡思子”，不過她本人似乎因不是叫自己的名字而很不滿。
香菅谷诗奈子（Kasugaya Shinako，聲：大地葉）
同样是隶属「圣团」的修女骑士，後收养雫梨，對她視如己出，雫梨因此將詩奈子視為自己的恩人。在与「深渊之陷」的战斗中，为了守护居民而被眷兽「深渊蔷薇」重伤，将名為『炎喰蛇』的秘密武器托付给雫梨後死去。
宫住琉威（聲：山下誠一郎）
「魔铳手」之称的万能狙击手少年，可對敵人一擊必殺，武器為巴雷特M95狙擊步槍。「伊鲁瓦斯」魔族特区的幸存者。和优乃是情侶。
天濑优乃（聲：朝井彩加）
兽人族少女，猫人，格斗拳士，但因視力很好也時常擔任琉威的狙擊觀測手。「伊鲁瓦斯」魔族特区的幸存者。和琉威是情侶。
擅長運用獸人特有的身體能力的體術，在高專的戰鬥演習中除了直接戰鬥以外也有擔任擾亂和佯攻的任務。

## 終焉教團
無（聲：齊藤壯馬）
被稱作「吸血王」(the blood)、「終焉真祖」的少年，奧蘿拉的弟弟。身穿燕尾服，總是閉著雙眼，容貌極像奧蘿菈。
來自未來，為了創造讓古城失去重要的人的絕望未來，驅使著未來科技的納米式神進行進行暗中活動。终结教团的领导人。
知道20年后的未来世界的存在。
真正的身份是第四真祖第零號基体，是最初被制造的的实验体。拥有与第四真祖的眷兽形态一样但浑身漆黑的十二只眷兽，力量和第四真祖相当。

## MAR（Magna Ataraxia Research）
沙夫利亞爾‧連（聲：前野智昭）
MAR企業的總裁。天部的後裔。
自稱「天部之王」，以為復興天部為目的，主導進行各種對魔族實驗，包括關於第四真祖的研究，也曾暗中支持聖殲和IX4魔獸等活動，結局是被古城和他的夥伴們壓制完敗，野心就遭到瓦解。
在絃神島的戰鬥中差點被古城打死。
凱魯·瑪茲那迦&綺麗·瑪茲那迦
雙胞胎姐弟的魔導技師，凱魯是弟弟，綺麗是姐姐。 IX4人工魔獸實驗的研究員。
菈德莉‧連（聲：潘惠美）
MAR企業的總裁沙夫利亞爾‧連的妹妹。MAR的首席執行官。
習慣用冷酷的雙關語結束台詞。
在絃神島的戰鬥中差點被第一真祖凱伊·朱蘭巴拉達打死。

## 其他人物
魯道夫·奧斯塔赫（Armed Apostie，聲：三宅健太）
殲教師，來自洛坦陵奇亞的武裝辟魔師。入侵基石之門時引發等級Ⅲ的災害警報。西歐教會的僧侶，身穿軍用金屬鎧甲，使用重型半月斧。与亚丝塔露蒂一同前往弦神岛，期间到处砍杀魔族，遇到古城和雪菜的阻止。后在人工生命体装置前杀死了為保護雪菜挡在面前尚未取得眷兽力量的古城，雪菜當場陷入崩潰，但沒多久古城就復活了。两人入侵基石之门时引发等级Ⅲ的灾害警报。目的是取回被夺取的圣遗物「圣者的右臂」。将要破坏人工岛之际被古城和雪菜合力击败，並在倒下時遭古城痛毆一頓，最終被特区警备队逮捕。
被捕后记忆被消去，作为归还圣遗物的使者在岛上活动。
叶瀨琴音
是叶瀨夏音的母親，叶瀨賢生的妹妹，與前阿爾迪基亞王國王后繆傑特·立赫班感情很好，因十七年前暗殺未遂事件使繆傑特的性命垂危，是自己不惜使用會減少自己壽命的術式，為身負重傷的她實施了治療。
専務（聲：山本格）
一名禿頭中年男性。在小說中被稱為“專務董事”，實名不詳。
雖然他是一家日本國內小有名氣的機械製造廠社員，但卻因在公司內部引起的醜聞，而被剝奪了專務董事長的地位，又因為裁員被安排到絃神島閑職。為了向公司高層報仇與天塚汞合作。但卻被天塚汞利用而被“賢者之靈血”給吞噬。
久须木和臣（聲：浅沼晋太郎）
久须木幸福企业的负责人，江口结瞳的监护人。
以保护环境为目的建造了魔兽乐园。真正身份是环保过激分子「真实方舟」的资助人，与太史局合作意图操控沉睡在海底的弑神兵器「利维坦」。
实际上被太史局利用，事件结束后遭到逮捕。
刻禦門
前獅子王機關的主席教官，為古城、凪沙祖母的徒弟之一。被牙城叫做｢光頭｣，似乎是將雪菜等人派去｢監視｣古城的｢幕後黑手｣。
志渡澤
前攻魔師協會主席，為古城、凪沙祖母的徒弟之一。被牙城叫做｢老太婆｣，似乎是將雪菜等人派去｢監視｣古城的｢幕後黑手｣。
瑟蕾絲妲·夏緹
古代都市「夏緹」出身的褐膚少女，15歲，被瓦特拉用箱子裝著，並以假死狀態送到古城身邊。
性格強勢且發言辛辣。是邪神薩薩拉馬丘的新娘，被想要利用薩薩拉瑪丘力量的CSA追擊，這時受到了瓦特拉的幫助，因此對瓦特拉懷有崇拜之情，对古城的态度就非常恶劣。
在邪神被古城消灭后得到解脱，留在弦神岛。
薩拉瑪丘
別名「玄冥神王」，已經無人信仰且被遺忘的神，是帶來殺戮和滅絕的冥府之王。一千兩百年以前在中美的小型都市被信仰。因為薩薩拉瑪丘出現的關係，以信仰他的首都夏緹為中心，半徑五百公里內的市街全都滅亡，據說有超過兩百萬的人在一夜之間死絕。
被獸人神官的叛徒在弦神島復活，被古城擊敗後用眷獸「龍蛇之水銀」將其神氣和軀體徹底吞噬。
托莉涅·哈登（聲：高桥未奈美）
於OVA登場。女性麝香猫种兽人。接受北海帝国的恐怖分子的聘请前来弦神岛活动。
在入侵阿尔迪基亚宴会中设计控制了古城，并绑架了雪菜与拉·芙利亚。表面上意图威逼阿尔迪基亚政府释放在押罪犯，实际目的是劫持阿尔迪基亚的飞船与机械人将瓦特拉杀死。
能够释放出特别的麝香，诱惑吸血鬼，被拉·芙利亚识破让雪菜用香汗解除了对古城的控制，两人合力挫败其阴谋。
而原作小說是北海帝国的兽人部隊的少佐，潜入阿尔迪基亚王国担任秘书官，意图挑起阿尔迪基亚与战王领域的战争。